# Liste der Biografien/Ap
Liste der Biografien |
Portal Biografien |
Personensuche
# |
A |
B |
C |
D |
E |
F |
G |
H |
I |
J |
K |
L |
M |
N |
O |
P |
Q |
R |
S |
T |
U |
V |
W |
X |
Y |
Z |
?
 
Aa |
Ab |
Ac |
Ad |
Ae |
Af |
Ag |
Ah |
Ai |
Aj |
Ak |
Al |
Am |
An |
Ao |
Ap |
Aq |
Ar |
As |
At |
Au |
Av |
Aw |
Ax |
Ay |
Az
Die Liste der Biografien führt alle Personen auf, die in der deutschsprachigen Wikipedia einen Artikel haben. Dieses ist eine Teilliste mit 871 Einträgen von Personen, deren Namen mit den Buchstaben „Ap“ beginnt.

## Ap

### Apa
- Apa Bane, spätantiker christlicher Asket
- Apa, K. J. (* 1997), neuseeländischer Schauspieler
- Apablaza, Galvarino (* 1950), chilenischer Untergrundkämpfer
- Apache (1964–2010), US-amerikanischer Rapper
- Apache 207 (* 1997), deutscher RapperApache 207 (* 1997)

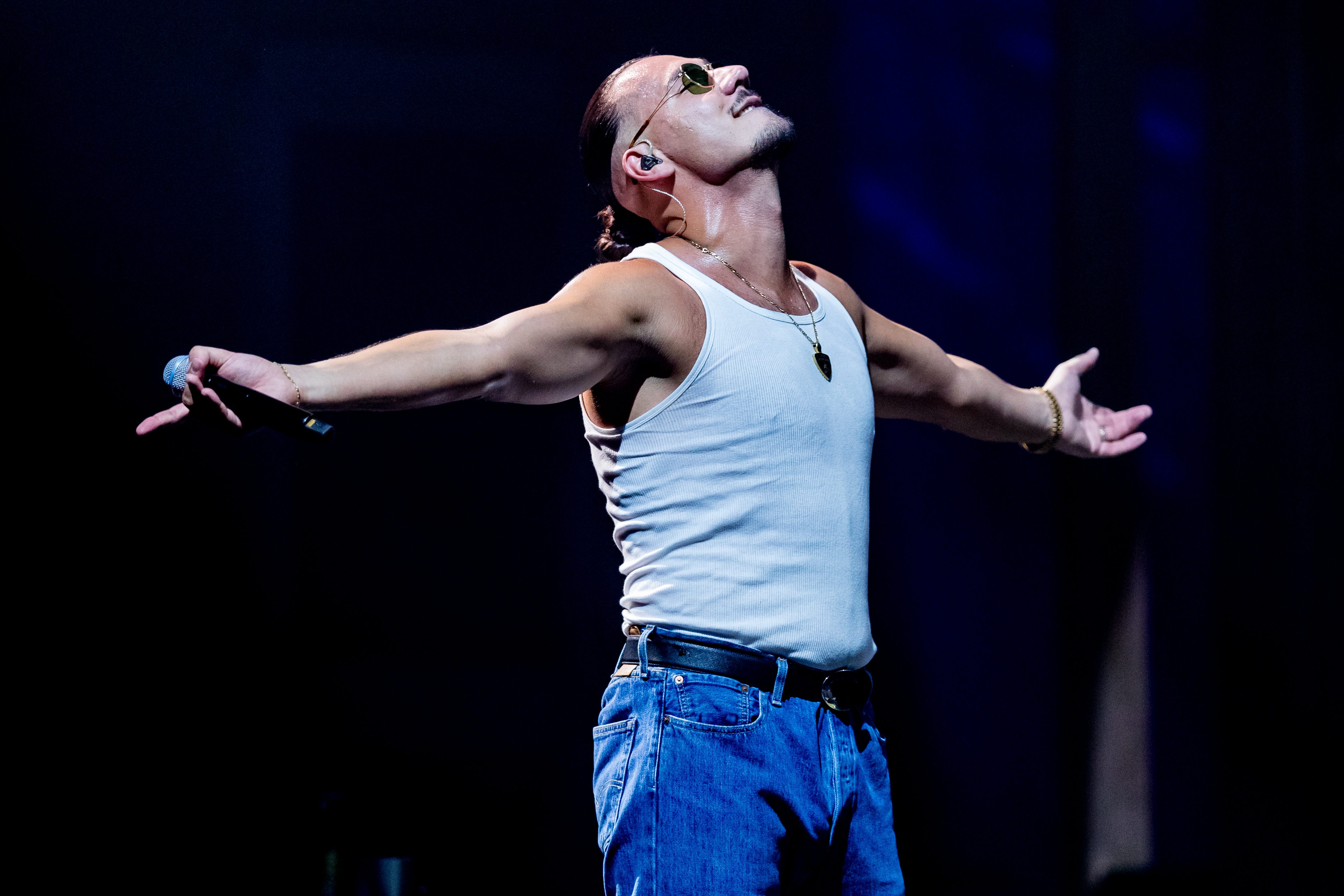
Apache 207 (* 1997)

- Apache Indian (* 1967), britischer Rapper, Sänger und Songwriter
- Apache Kid, Stammesangehöriger der White-Mountain-Apachen
- Apachnas, altägyptischer Hyksoskönig der 15. Dynastie
- Apafi, Michael I. (1632–1690), Fürst von Siebenbürgen
- Apafi, Michael II. (1676–1713), Fürst von Siebenbürgen
- Apagya, Philip Kwame (* 1958), ghanaischer Fotokünstler
- Apaid, André (* 1952), haitianischer Geschäftsmann, Anführer des Sturzes von Jean-Bertrand Aristide
- Apajtschew, Oleksandr (* 1961), sowjetisch-ukrainischer Zehnkämpfer
- Apak, Eşref (* 1982), türkischer Hammerwerfer
- Apakan, Ertuğrul (* 1947), türkischer Politiker und Diplomat
- Apakidse, Dawit, georgischer Künstler
- Apakidse, Timur Awtandilowitsch (1954–2001), georgisch-russischer Kampfpilot und Generalmajor der russischen Luftwaffe
- Apalikow, Nikolai Sergejewitsch (* 1982), russischer Volleyballspieler
- Apalkow, Daniil Jurjewitsch (* 1992), russischer Eishockeyspieler
- Apaloo, Fred Kwasi (1921–2000), ghanaisch-kenianischer Jurist und Politiker
- Apam, Onyekachi (* 1986), nigerianischer Fußballspieler
- Apame, Erste Frau des Seleukidenkönigs Seleukos’ I.
- Apame, persische Adlige
- Apame, Tochter des Seleukidenkönigs Antiochos I., Gattin des Königs Magas von Kyrene
- Apanaschtschenko, Daryna (* 1986), ukrainische Fußballspielerin
- Apanavičius, Stasys (1933–1994), litauischer kommunistischer Politiker, Bürgermeister von Jonava, Partei-Funktionär von KPdSU und LKP in Sowjetlitauen
- Apanowicz, Magda (* 1985), kanadische SchauspielerinMagda Apanowicz (* 1985)

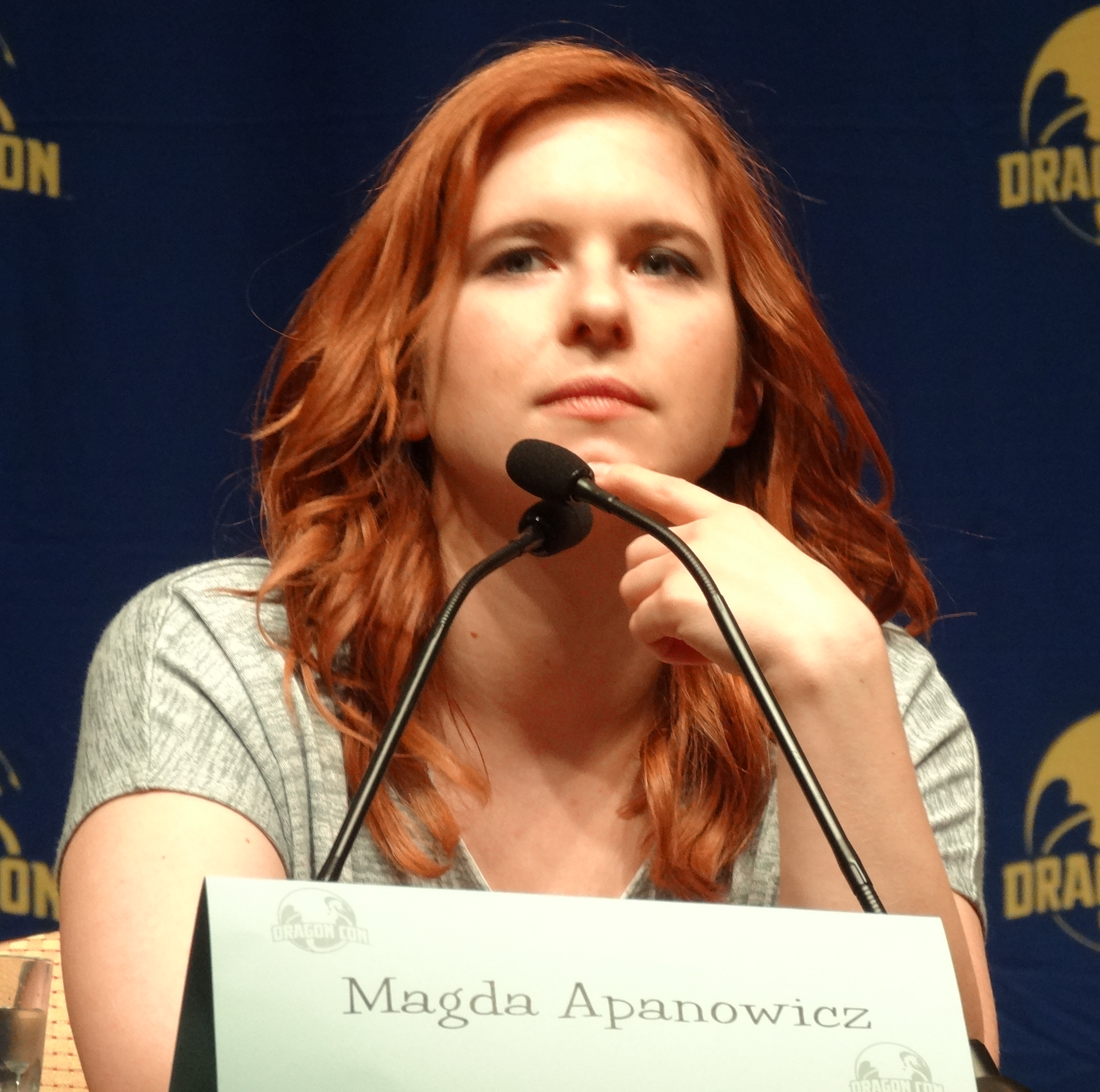
Magda Apanowicz (* 1985)

- Apanowytsch, Olena (1919–2000), ukrainische Historikerin und Archäologin
- Apap, Gilles (* 1963), französischer Violinist
- Aparde (* 1987), deutscher Musikproduzent und Liveact
- Aparecido Bergamasco, João (* 1967), brasilianischer Ordensgeistlicher, römisch-katholischer Bischof von Primavera do Leste-Paranatinga
- Aparecido da Silva, Johnathan (* 1990), brasilianischer Fußballspieler
- Aparecido de Aguiar, Claudecir (* 1975), brasilianischer Fußballspieler
- Aparecido De Lima, Henrique (* 1964), brasilianischer Ordensgeistlicher und römisch-katholischer Bischof von Dourados
- Aparecido dos Santos, Nilceu (* 1977), brasilianischer Radrennfahrer
- Aparecido Paulino, Evair (* 1965), brasilianischer Fußballspieler
- Aparecido Rodrigues, César (* 1974), brasilianischer Fußballspieler
- Aparecido, Vanderlei (* 1968), brasilianischer Fußballspieler
- Aparicio Céspedes, Oscar Omar (* 1959), bolivianischer Geistlicher, Erzbischof von Cochabamba
- Aparicio Díaz, Julio (* 1969), spanischer Torero
- Aparicio Guterres, Rodolfo, osttimoresischer Politiker und Beamter
- Aparicio Quispe, Severo (1923–2013), peruanischer römisch-katholischer Theologe und Kirchenhistoriker sowie Weihbischof in Cuzco
- Aparicio, Alberto (* 1923), bolivianischer Fußballspieler
- Aparicio, Andrés (* 1976), uruguayischer Fußballspieler
- Aparicio, Gabriel Busquets (* 1950), spanischer Diplomat
- Aparicio, Jaime (* 1929), kolumbianischer Hürdenläufer und Sprinter
- Aparicio, José (1773–1838), spanischer Historien- und Porträtmaler
- Aparicio, Luis (* 1934), venezolanischer Baseballspieler
- Aparicio, Raúl (1913–1970), kubanischer Journalist und Schriftsteller
- Aparicio, Víctor (* 1995), uruguayischer Fußballspieler
- Aparicio, Yalitza (* 1993), mexikanische Filmschauspielerin
- Aparina, Alewtina Wiktorowna (1941–2013), russische Politikerin
- Aparjode, Kendija (* 1996), lettische Rennrodlerin
- Aparjods, Kristers (* 1998), lettischer Rennrodler
- Aparo, Jim (1932–2005), US-amerikanischer Comiczeichner
- Apartian, Houry Dora (* 1976), syrische Jazzsängerin
- Apashe (* 1992), belgischer MusikproduzentApashe (* 1992)

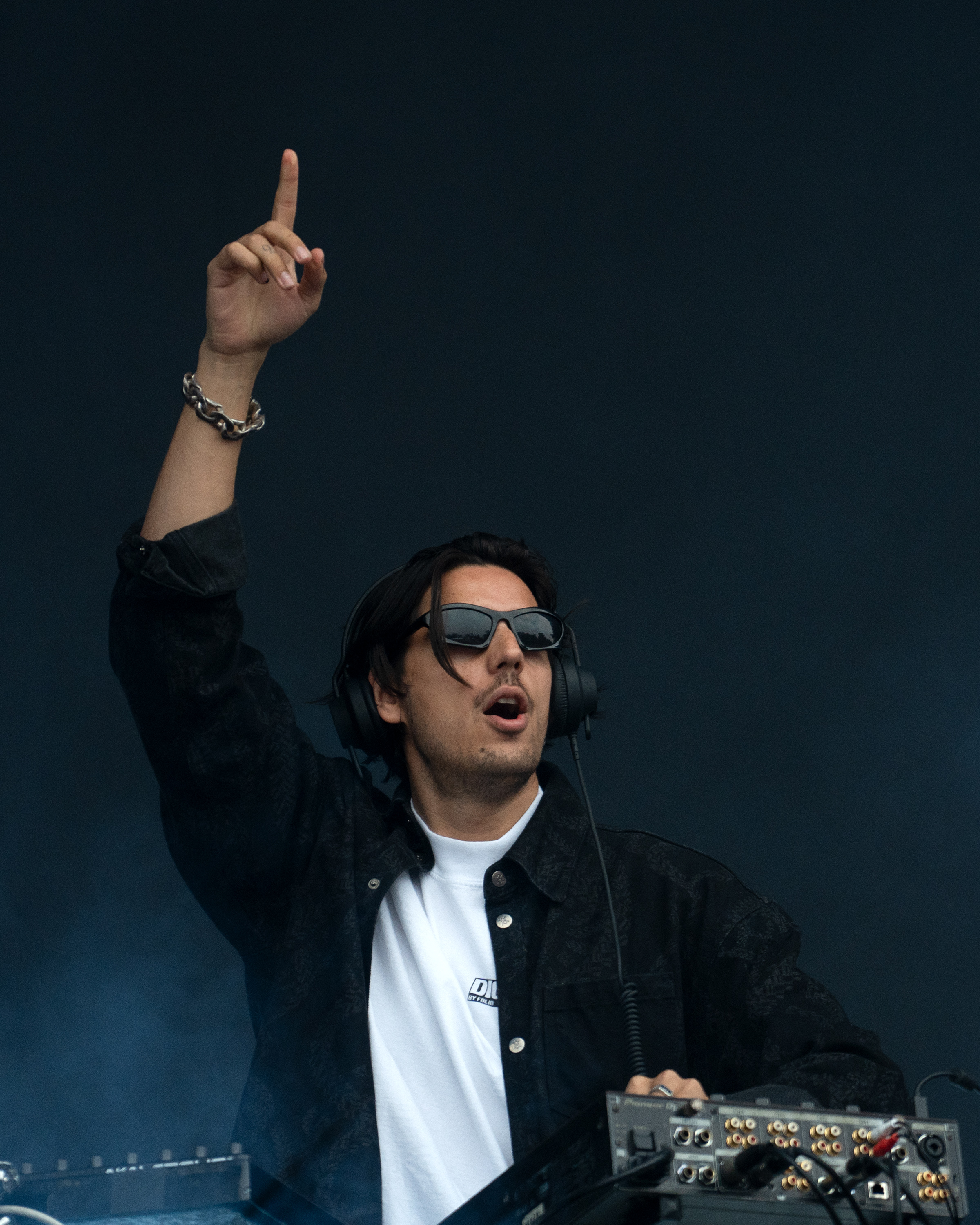
Apashe (* 1992)

- Apasiev, Dimitar (* 1983), nordmazedonischer Rechtswissenschaftler und Politiker
- Apathy (* 1979), US-amerikanischer Rapper
- Apáthy, István (1863–1922), ungarischer Mediziner, Biologe, Zoologe und Politiker
- Apathy, Peter (* 1948), österreichischer Jurist und Hochschullehrer
- Apatóczky, Ákos Bertalan (* 1974), ungarischer Sinologe und Mongolist
- Apatow, Iris (* 2002), US-amerikanische Schauspielerin
- Apatow, Judd (* 1967), US-amerikanischer Filmregisseur, Drehbuchautor und FilmproduzentJudd Apatow (* 1967)

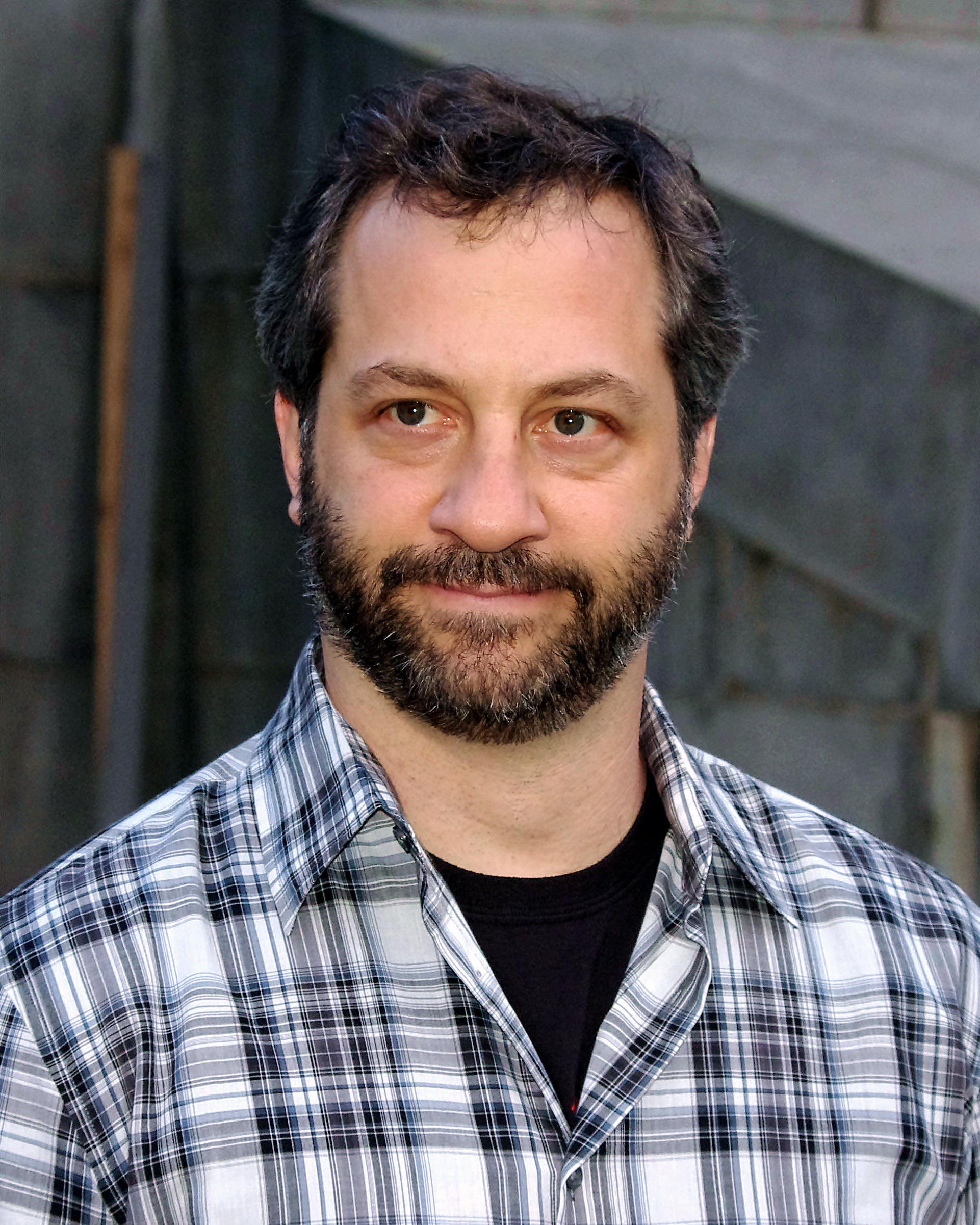
Judd Apatow (* 1967)

- Apatow, Maude (* 1997), US-amerikanische Schauspielerin
- Apatskyj, Wolodymyr (1928–2018), ukrainischer Fagottist
- Apaza, Julián (1750–1781), Führer eines indigenen Aufstands 1781/82 in Oberperu
- Apaza, Limber (* 1997), bolivianischer Mittelstrecken- und Hindernisläufer
- Apaza, Rosa (* 1980), bolivianische Langstreckenläuferin

### Apb
- Apbai Naidu, Abirami (* 1983), singapurische Fußballschiedsrichterin

### Apc
- Apcar, Hovhannes Baptist (1884–1967), Bischof der Armenisch-katholischen Kirche von Ispahan
- Apchasawa, Teimuras (* 1955), georgischer Ringer
- Apcher, Jean-Joseph d’ (1748–1798), französischer Adliger
- Apchon, Claude d’ (1721–1783), französischer Bischof

### Apd
- Apdussalam Saman (* 1998), thailändischer Fußballspieler

### Ape
- Ape, Fred (1953–2020), deutscher Liedermacher
- Apekow, Ruslan Chaschismelowitsch (* 2000), russischer Fußballspieler
- Apel Vitzthum der Ältere († 1425), deutscher Ritter
- Apel Vitzthum der Ältere zu Roßla, sächsischer Staatsmann
- Apel Vitzthum der Jüngere († 1475), deutscher Ritter
- Apel, Andreas Dietrich (1662–1718), deutscher Handels- und Ratsherr
- Apel, August (1771–1816), deutscher Jurist und Schriftsteller
- Apel, Clara (* 2001), deutsche Schauspielerin
- Apel, Elisabeth (* 1958), deutsche Politikerin (CDU), MdL
- Apel, Erich (1917–1965), deutscher SED-Funktionär, Politiker, MdV, Vorsitzender der Staatlichen Plankommission (1963–1965)Erich Apel (1917–1965)

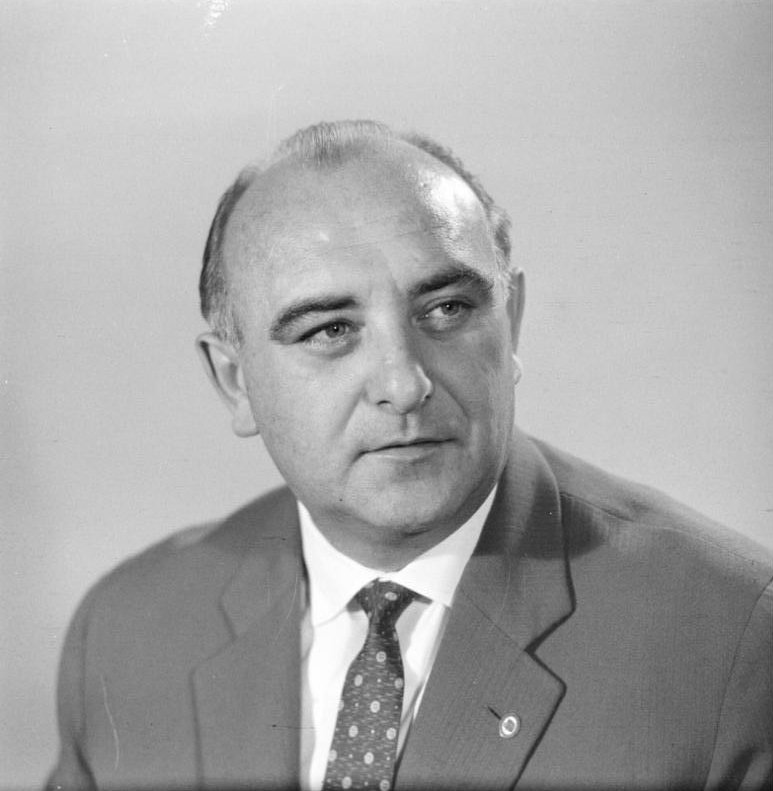
Erich Apel (1917–1965)

- Apel, Flavio (* 1988), deutsch-italienischer Künstler
- Apel, Friedmar (1948–2018), deutscher Literaturwissenschaftler, Germanist und Romanautor
- Apel, Fritz (1925–2010), deutscher Fußballspieler
- Apel, Gerhard (* 1923), deutscher Fußballspieler
- Apel, Günter (1927–2007), deutscher Gewerkschafter und Politiker (SPD)
- Apel, Hans (1895–1989), deutscher Nationalökonom
- Apel, Hans (1932–2011), deutscher Ökonom und Politiker (SPD), MdB, MdEPHans Apel (1932–2011)
- Apel, Heino (* 1942), deutscher Ökonom

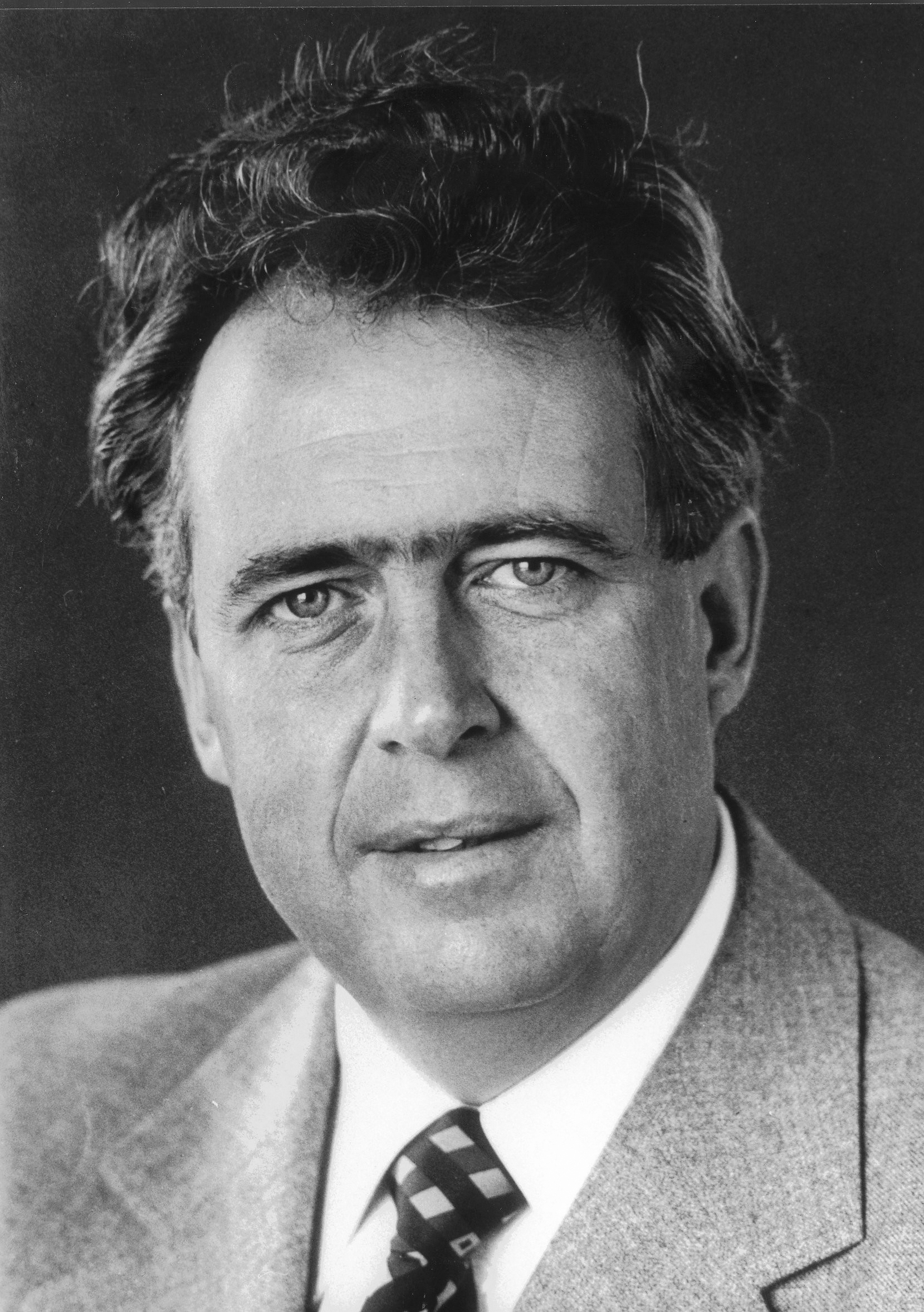
Hans Apel (1932–2011)

- Apel, Heinrich (1935–2020), deutscher Künstler, Bildhauer und Restaurator
- Apel, Heinrich Friedrich Innocenz (1732–1802), sächsischer Jurist und Bürgermeister von Leipzig
- Apel, Herfried (* 1929), deutscher Wirtschaftsmanager
- Apel, Hildebert (1865–1929), deutscher Politiker
- Apel, Johann (1486–1536), deutscher Jurist und Humanist
- Apel, Johann Georg Christian (1775–1841), deutscher Organist und Komponist
- Apel, Johann Nicolaus (1757–1823), deutscher Autor, Doktor der Philosophie, Naturforscher, Konstrukteur und Politiker
- Apel, Jürgen (* 1937), deutscher Radrennfahrer und Radsportfunktionär
- Apel, Jytte, kanadische Biathletin
- Apel, Karl (* 1897), deutscher lutherischer Theologe
- Apel, Karl-Otto (1922–2017), deutscher Philosoph
- Apel, Katrin (* 1973), deutsche Biathletin
- Apel, Klaus (1942–2017), deutscher Biologe und Hochschullehrer
- Apel, Max (1869–1945), deutscher Philosoph und Hochschullehrer
- Apel, Michaela (* 1969), deutsche Rechtsanwältin und Verfassungsrichterin
- Apel, Niko (* 1978), deutscher Regisseur und Drehbuchautor
- Apel, Otto (1906–1966), deutscher Architekt
- Apel, Paul (1872–1946), deutscher Dramatiker
- Apel, Paul (1896–1965), deutscher Widerstandskämpfer zur Zeit des Dritten Reiches
- Apel, Sophie (* 1996), deutsche Volleyball- und Beachvolleyballspielerin
- Apel, Stephan (* 1958), deutscher Arzt und Sanitätsoffizier
- Apel, Sven (* 1977), deutscher Informatiker und Hochschullehrer
- Apel, Theodor (1811–1867), deutscher Schriftsteller und Stifter
- Apel, Thilo (1822–1860), Landtagsabgeordneter
- Apel, Ursula (* 1938), deutsche Hermann-Hesse-Forscherin
- Apel, Wilhelm (1873–1960), hessischer Politiker (SPD)
- Apel, Wilhelm (1905–1969), deutscher Politiker (SPD), MdL
- Apel, Willi (1893–1988), US-amerikanischer Musikwissenschaftler
- Apel, Wolfgang (1951–2017), deutscher Tierschützer und Ehrenpräsident des Deutschen Tierschutzbundes
- Apel-Haefs, Ulrike (1952–2009), deutsche Politikerin (SPD), MdL
- Apel-Pusch, Hans (1862–1921), sächsischer Generalmajor
- Apeland, Knut Tore (* 1968), norwegischer Nordischer Kombinierer
- Apelbaum Pidoux, Ingrid (* 1948), Schweizer Diplomatin und Botschafterin
- Apelblad, Jonas (1717–1786), schwedischer Reiseschriftsteller
- Apeldoorn, Bastiaan van (* 1970), niederländischer Politikwissenschaftler und Politiker
- Apelgren, Michael (* 1984), schwedischer Handballspieler und -trainer
- Apell, David August von (1754–1832), deutscher Komponist und Theaterintendant
- Apell, Jan (* 1969), schwedischer Tennisspieler
- Apell, Wilhelm von (1892–1969), deutscher Generalleutnant im Zweiten Weltkrieg
- Apellaniz, Adrián (* 1981), uruguayischer Fußballspieler
- Apelleas, griechischer Bildhauer
- Apelles, antiker griechischer Toreut
- Apelles, gnostisch, christlicher Lehrer, Schüler Marcions
- Apelles, Jünger Jesu
- Apelles, makedonischer Politiker
- Apelles († 218 v. Chr.), makedonischer Politiker
- Apelles, antiker griechischer Arzt
- Apelles, griechischer MalerApelles

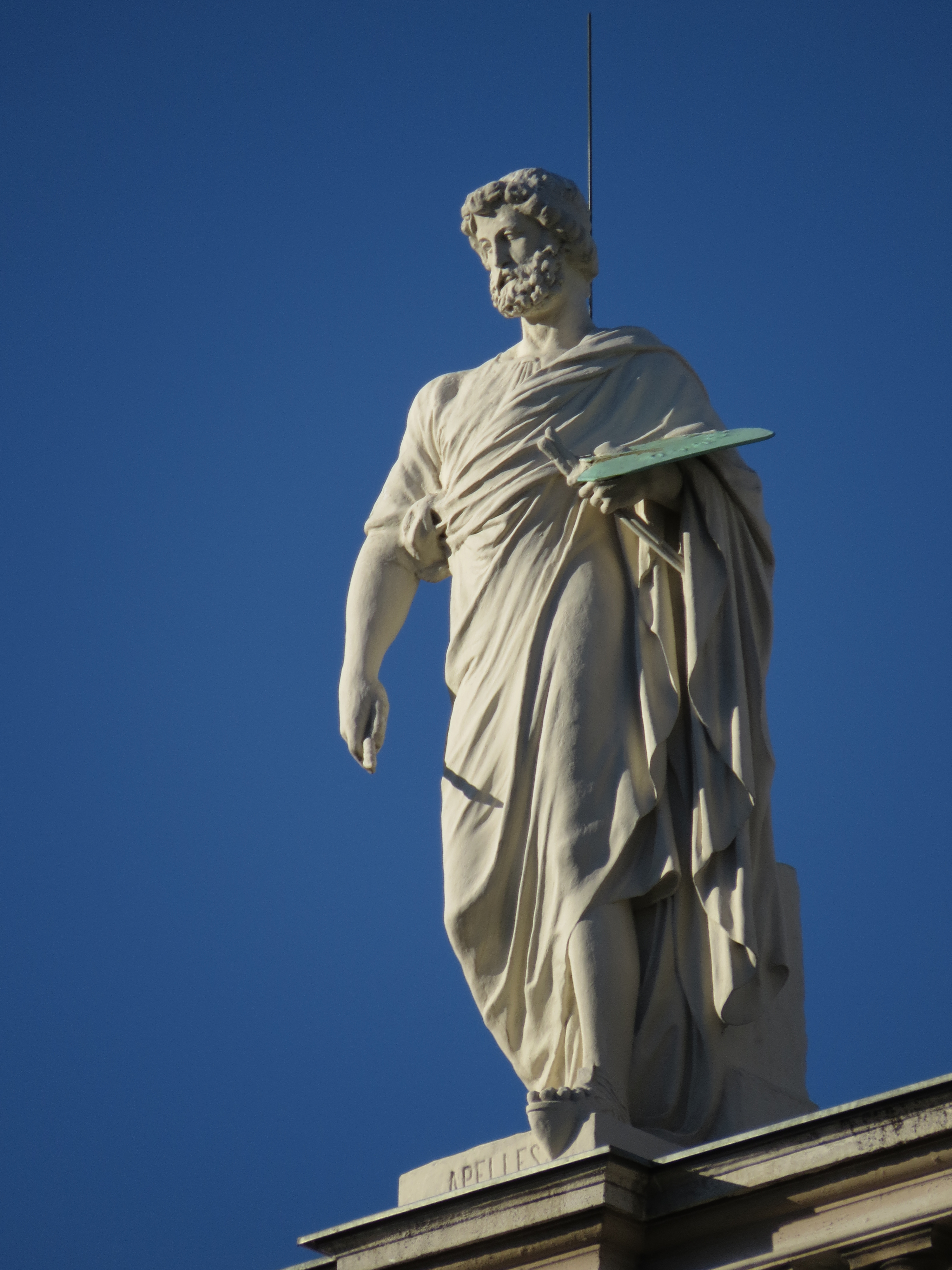
Apelles

- Apellikon von Teos, Politiker und Büchersammler aus dem antiken Athen
- Apelstav, Filip (* 1971), schwedischer Fußballspieler
- Apelt, Andreas H. (* 1958), deutscher Bürgerrechtler, Politiker (DA, CDU), MdA, Publizist und Schriftsteller
- Apelt, Arthur (1907–1993), deutscher Dirigent und Generalmusikdirektor
- Apelt, Carl Alexander (1847–1912), höherer sächsischer Staatsbeamter
- Apelt, Ernst Friedrich (1812–1859), philosophischer Schriftsteller
- Apelt, Friedel (1902–2001), deutsche Politikerin (KPD, SED), MdV, FDGB-Funktionärin, Widerstandskämpferin und KZ-Häftling
- Apelt, Fritz (1893–1972), deutscher Politiker (SED) und Chefredakteur
- Apelt, Hans (1907–1978), deutscher Jurist
- Apelt, Hermann (1876–1960), deutscher Politiker (DVP, BDV, FDP), MdBB
- Apelt, Katja (* 1971), deutsche Weinexpertin, Journalistin und Politikfachfrau
- Apelt, Martin (* 1961), deutscher Dramaturg
- Apelt, Matthäus (1594–1648), deutscher Komponist und Kirchenlieddichter
- Apelt, Max (1861–1908), deutscher Verwaltungsjurist und Kommunalbeamter
- Apelt, Michael (* 1960), deutscher Mörder
- Apelt, Otto (1845–1932), deutscher Klassischer Philologe, Übersetzer und Gymnasiallehrer
- Apelt, Robert (* 1975), deutscher Basketballspieler
- Apelt, Rudi (* 1963), deutscher Mörder
- Apelt, Steffen (* 1962), deutscher Politiker (CDU)
- Apelt, Thomas (* 1947), deutscher Verwaltungsjurist und Rechtsanwalt
- Apelt, Walter (* 1925), deutscher Anglist und Hochschullehrer
- Apelt, Willibalt (1877–1965), deutscher Universitätsprofessor, Politiker (DDP) und Staatsminister
- Apeltauer, Erhard, deutscher Basketballspieler
- Apeltauer, Ernst (1946–2023), deutscher Germanist und Hochschullehrer
- Apeltauer, Martin (1965–2006), österreichischer Politiker (SPÖ), Landtagsabgeordneter in Salzburg
- Apen, Christian von, deutscher Maler
- Apenburg, Friedrich Wilhelm von (1734–1779), preußischer Major
- Apenburg, Levin Gideon Friedrich von (1724–1794), preußischer Kavallerieoffizier
- Apengeter, Hans, deutscher Bildhauer und Erzgießer
- Aper († 284), römischer Prätorianerpräfekt und angeblich Mörder des römischen Kaisers Numerian
- Aper († 507), Bischof von Toul in Lothringen (500–507)
- Aper, Marcus, römischer Redner
- Aper, Roland (* 1940), belgischer Radrennfahrer
- Aperanat, altägyptischer König der Zweiten Zwischenzeit
- Aperbacchus, Petreius († 1531), deutscher Jurist und Humanist
- Aperdannier, Bene (* 1966), deutscher Jazzmusiker (Piano, Komposition)
- Aperel, Wesir
- Aperger, Andreas (1598–1658), Buchdrucker in Augsburg
- Aperghis, Achille (1909–1986), griechischer Bildhauer
- Aperghis, Georges (* 1945), griechischer Komponist
- Apergis, Andreas, kanadischer Schauspieler
- Aperribay, Lander (* 1982), spanischer Radrennfahrer
- Apertet, Franck (* 1966), französischer Künstler
- Apéry, Roger (1916–1994), französischer Mathematiker
- Apestéguy, Pierre (1902–1972), französischer Schriftsteller baskischer Herkunft
- Apéti, Edmond († 1972), togoischer Fußballspieler
- Apetjan, Anusch (1986–2022), armenische Soldatin
- Apetz, Hendrik (1910–2011), deutscher Unternehmer
- Apetz, Nadine (* 1986), deutsche Amateurboxerin
- Apetzko Deyn von Frankenstein († 1352), Bischof von Lebus (1345–1352)
- Apey, Patricio (* 1939), chilenischer Tennisspieler und Tennistrainer

### Apf
- Apfalter, Heribert (1925–1987), österreichischer Industriemanager
- Apfaltern, Ernst von (1720–1767), österreichischer Jesuit und Philosoph
- Apfaltern, Johann Nepomuk von (1743–1817), Militärperson in Diensten der Habsburger
- Apfaltern, Leopold von (1731–1804), Jesuit und Mathematiker
- Apfaltern, Rudolf von (* 1818), Militär im Dienste des Kaisertums Österreich
- Apfaltrer von Apfaltrern, Otto (1823–1905), österreichisch-krainer Politiker
- Apfel, Alfred (1882–1941), deutscher Strafverteidiger
- Apfel, Arthur (1922–2017), britischer Eiskunstläufer
- Apfel, Fabian (* 1999), deutscher Handballspieler
- Apfel, Hermann (1807–1892), deutscher Theologe
- Apfel, Holger (* 1970), deutscher Politiker (NPD), MdLHolger Apfel (* 1970)

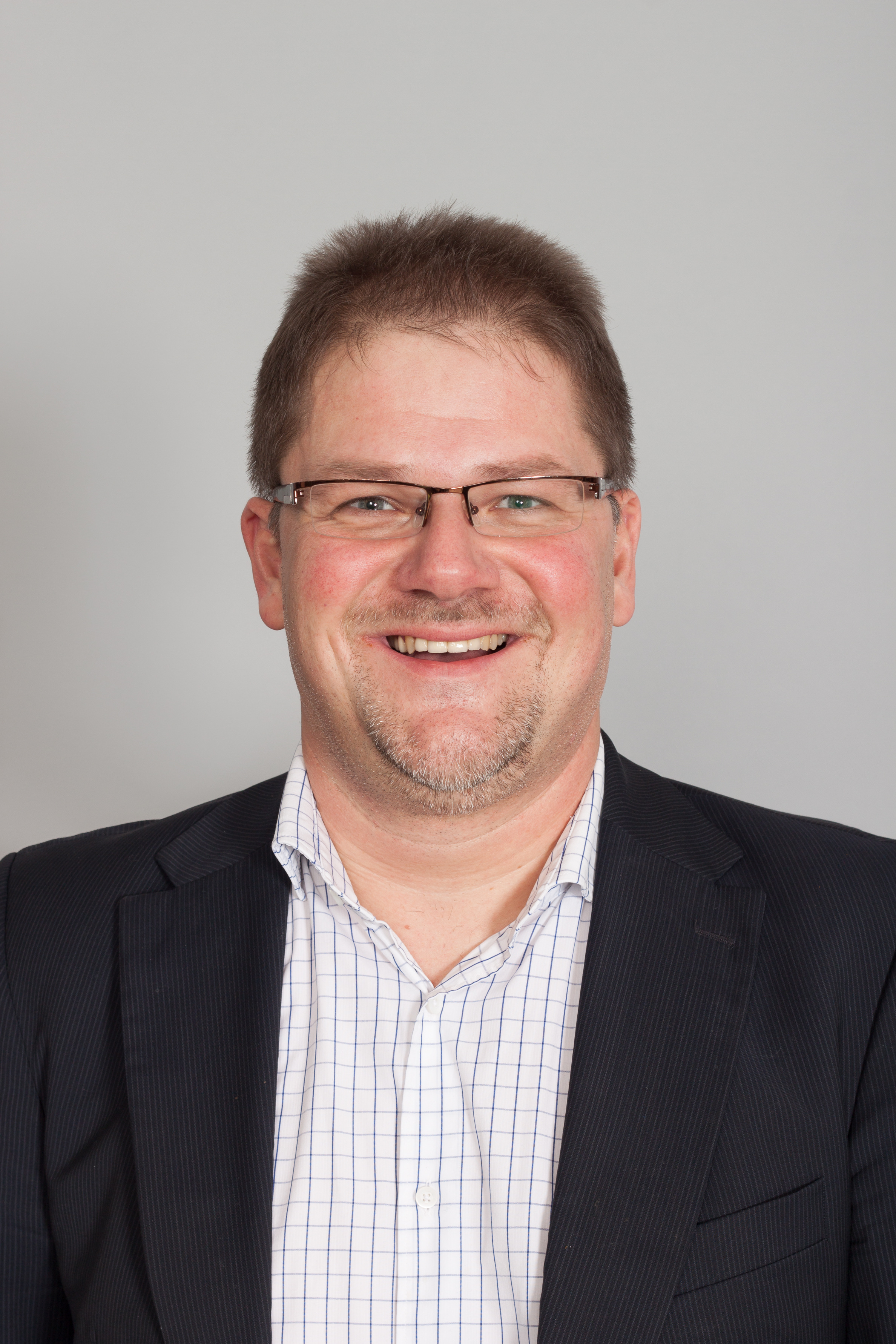
Holger Apfel (* 1970)

- Apfel, Iris (1921–2024), US-amerikanische Geschäftsfrau, Innenarchitektin und Modeikone
- Apfel, Oscar (1878–1938), US-amerikanischer Schauspieler, Regisseur, Drehbuchautor und Produzent
- Apfel, Rahel (1857–1912), deutsche Lyrikerin, Schriftstellerin und Zionistin
- Apfelbach, Karl (* 1995), US-amerikanischer Volleyballspieler
- Apfelbach, Raimund (* 1943), deutscher Neurobiologe
- Apfelbacher, Christian (* 1977), deutscher Gesundheitswissenschaftler, Epidemiologe und Hochschullehrer
- Apfelbacher, Karl-Ernst (1940–2015), deutscher römisch-katholischer Geistlicher, Theologe und Hochschullehrer
- Apfelbaum, Alexandra (* 1977), deutsche Kunst- und Architekturhistorikerin sowie Hochschullehrerin
- Apfelbaum, Birgit (* 1958), deutsche Kommunikations- und Sozialwissenschaftlerin
- Apfelbaum, Peter (* 1960), US-amerikanischer Jazzmusiker
- Apfelbeck, Christoph (* 1987), österreichischer Musicaldarsteller
- Apfelbeck, Georg (1914–1982), deutscher Bauunternehmer und Tischtennis-Funktionär
- Apfelbeck, Ludwig (1903–1987), österreichischer Motorenentwickler
- Apfelbeck, Ute (* 1943), österreichische MtA und Politikerin (FPÖ), Abgeordnete zum Nationalrat
- Apfelbeck, Viktor (1859–1934), österreichisch-jugoslawischer Entomologe und Museumskurator
- Apfelböck, Joseph (* 1903), deutscher Mörder
- Apfeld, Nourig (* 1972), deutsche Autorin
- Apfelstedt, Friedrich (1811–1892), deutscher Pfarrer (evangelisch-lutherischer) und Heimatforscher
- Apffel, Helmut (1911–2007), deutscher Pädagoge, Philologe, Historiker und Autor
- Apffelstaedt, Hans Joachim (* 1902), deutscher Kunsthistoriker
- Apffelstaedt, Max (1863–1950), deutscher Zahnarzt und Nationalsozialist
- Apfolterer, Hannes (* 1965), österreichischer Klarinettist, Komponist und Militärkapellmeister

### Apg
- Apgar, Kristina (* 1985), US-amerikanische Schauspielerin
- Apgar, Virginia (1909–1974), US-amerikanische Chirurgin und Anästhesistin

### Aph
- Aphane, Mary-Joyce Doo, Rechtsanwältin und Menschenrechtsaktivistin in Eswatini
- Aphareus, athenischer Tragiker und Redner
- Aphesteguy, Martín (1888–1970), uruguayischer Fußballspieler und -schiedsrichter
- Aphex Twin (* 1971), britischer Musiker und DJAphex Twin (* 1971)

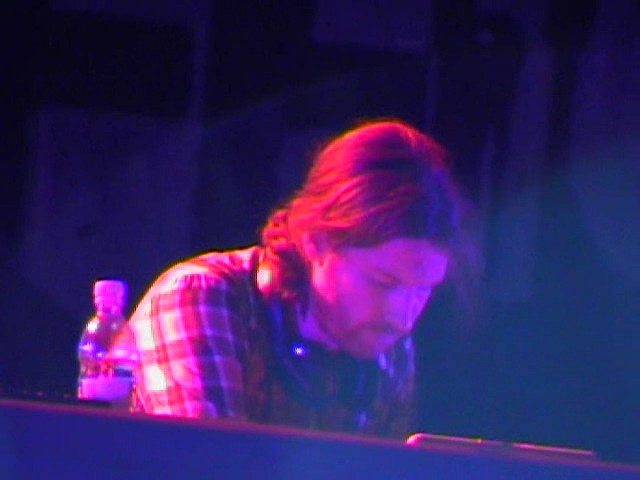
Aphex Twin (* 1971)

- Aphichot Wekarun (* 1997), thailändischer Fußballspieler
- Aphilas, König von Axum
- Aphisit Nusonsala (* 1996), thailändischer Fußballspieler
- Aphiwat Hanchai (* 1999), thailändischer Fußballspieler
- Apholt, Wibke (* 1971), Schweizer Gleitschirmpilotin
- Aphrahat, syrischer Kirchenvater
- Aphrodisius von Béziers, erster Bischof von Béziers
- Aphrodite, englischer Disc-Jockey und Musikproduzent
- Aphrodite-Maler, griechischer Vasenmaler des rotfigurigen Stils
- Aphthonios, griechischer Philosoph

### Api
- Apian, Peter (1495–1552), deutscher Astronom und Geograf
- Apian, Philipp (1531–1589), deutscher Mathematiker, Mediziner, Kartograph von Altbayern und HeraldikerPhilipp Apian (1531–1589)

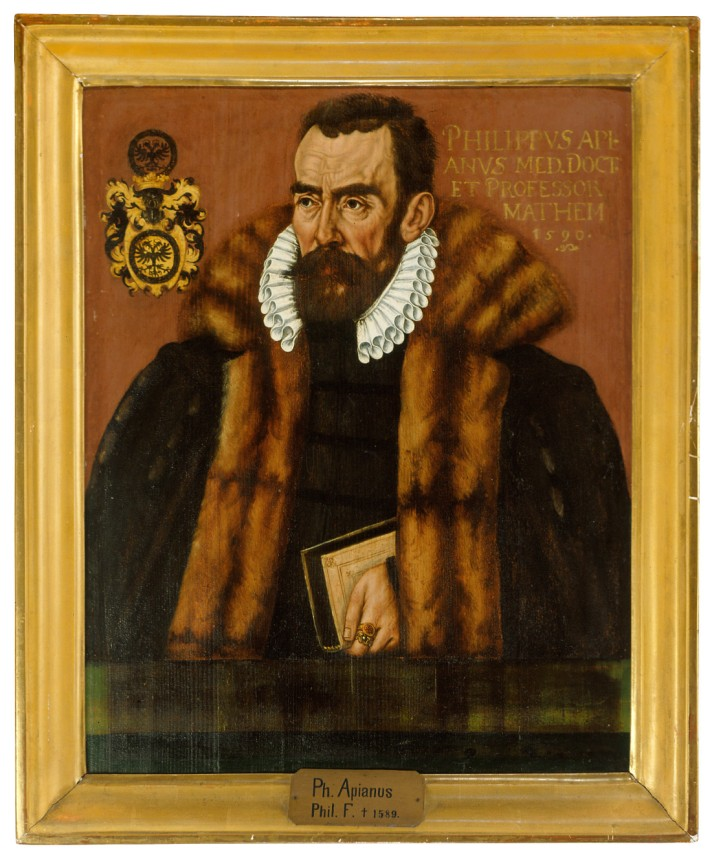
Philipp Apian (1531–1589)

- Apian-Bennewitz, Paul Otto (1847–1892), deutscher Instrumentenbaulehrer
- Apiarius von Sicca, christlicher Priester aus dem nordafrikanischen Sicca Veneria
- Apiarius, David, Schweizer Drucker
- Apiarius, Matthias († 1554), schweizerisch-deutscher Buchdrucker, Komponist und Topograf
- Apiarius, Samuel († 1590), Schweizer Buchdrucker und Musikverleger
- Apiarius, Siegfried († 1565), Schweizer Buchdrucker
- Apiašal, assyrischer König
- Apicata († 31), Gattin des römischen Prätorianerpräfekten Lucius Aelius Seianus
- Apicella, Lucia (1887–1982), italienische Philanthropin
- Apicella, Manuel (* 1970), französischer Schachgroßmeister
- Apicella, Marco (* 1965), italienischer Rennfahrer
- Apicella, Vincenzo (* 1947), italienischer Geistlicher, emeritierter römisch-katholischer Bischof von Velletri-Segni
- Apichai Munotsa (* 1992), thailändisch-schwedischer Fußballspieler
- Apichart Denman (* 1997), thailändischer Fußballspieler
- Apichart Sukhagganond (* 1945), thailändischer Politiker
- Apichatpong Weerasethakul (* 1970), thailändischer FilmregisseurApichatpong Weerasethakul (* 1970)

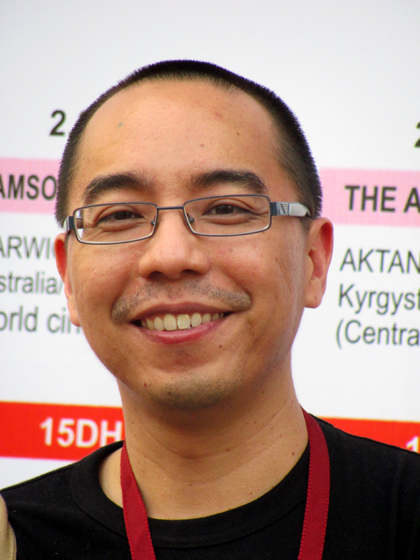
Apichatpong Weerasethakul (* 1970)

- Apichet Puttan (* 1978), thailändischer Fußballspieler
- Apichoak Seerawong (* 1995), thailändischer Fußballspieler
- Apicius (2. Jahrhundert), römischer Feinschmecker
- Apicius (1. Jahrhundert v. Chr.), römischer Feinschmecker
- Apicius, Marcus Gavius, römischer Feinschmecker und Kochbuchautor
- Apick, Mary (* 1954), iranische Schauspielerin, Autorin und Produzentin
- Apidet Janngam (* 2002), thailändischer Fußballspieler
- Apigo, Abel (* 1968), philippinischer Geistlicher, römisch-katholischer Bischof von Mati
- Apil-kīn, Herrscher von Mari
- Apil-Sin († 1813 v. Chr.), König von Babylonien
- Apina, Aljona (* 1964), russische Sängerin
- Apinan Chamratruangrong (* 2002), thailändischer Fußballspieler
- Apinan Suantong (* 1983), thailändischer Fußballspieler
- Apinat Suksanguan (* 1993), thailändischer Fußballspieler
- Apinelu, Eselealofa, tuvaluische Juristin, Diplomatin und Sportfunktionärin
- Apinus, Johann Ludwig († 1703), deutscher Arzt
- Apinus, Siegmund Jakob (1693–1732), deutscher Philologe und Pädagoge
- Apinut Sreeponwaree (* 1997), thailändischer Fußballspieler
- Apinya Sakuljaroensuk (* 1990), thailändische SchauspielerinApinya Sakuljaroensuk (* 1990)

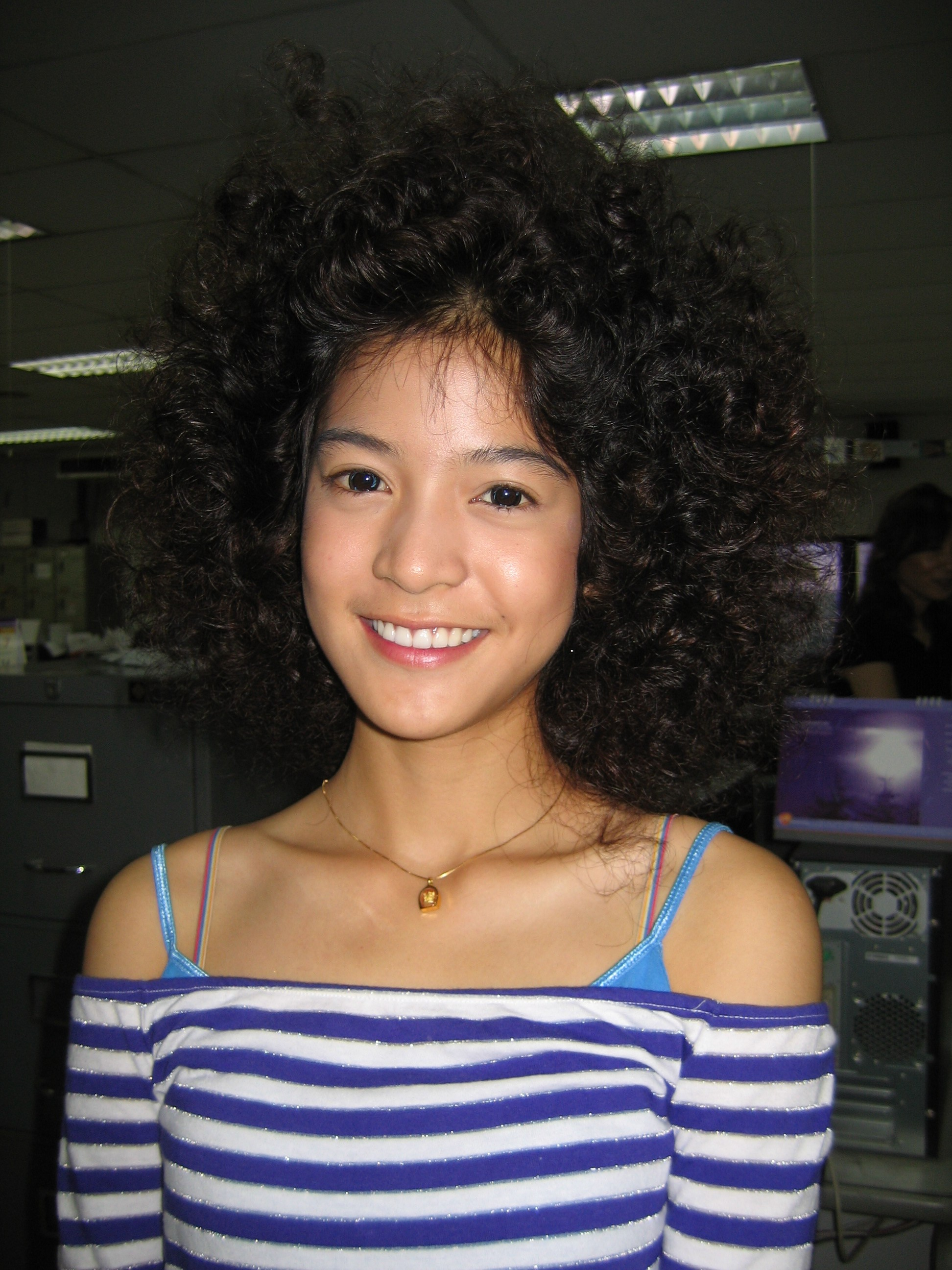
Apinya Sakuljaroensuk (* 1990)

- Apion, antiker Autor und Antijudaist
- Apipoo Suntornpanavej (* 1986), thailändischer Fußballspieler
- Apirak Kosayodhin (* 1961), thailändischer Politiker, 14. Gouverneur von Bangkok
- Apirak Worawong (* 1996), thailändischer Fußballspieler
- Apirat Heemkhao (* 1993), thailändischer Fußballspieler
- Apis, Gustavo (* 1999), brasilianischer Fußballspieler
- Apisah, Patricia (* 2001), papua-neuguineische Tennisspielerin
- Apisah, Violet (* 2000), papua-neuguineische Tennisspielerin
- Apisit Butsri (* 2005), thailändischer Fußballspieler
- Apisit Chulamokha (* 1951), thailändischer Offizier
- Apisit Gosila (* 1995), thailändischer Fußballspieler
- Apisit Kaikaew (* 1974), thailändischer Fußballtrainer
- Apisit Kamwang (* 1991), thailändischer Fußballspieler
- Apisit Khuankwai (* 1990), thailändischer Fußballspieler
- Apisit Saenseekhammuan (* 2002), thailändischer Fußballspieler
- Apisit Samurmuen (* 2001), thailändischer Fußballspieler
- Apisit Sorada (* 1997), thailändischer Fußballspieler
- Apisit Tanaman (* 1997), thailändischer Fußballspieler
- Apithy, Boladé (* 1985), französischer Säbelfechter
- Apithy, Sourou-Migan (1913–1989), beninischer Politiker und Präsident von Dahomey (1964–1965)
- Apithy, Yémi (* 1989), französisch-beninischer Fechter
- Apithy-Brunet, Manon (* 1996), französische Säbelfechterin
- Apitz, Sohn von Albrecht II. von Meißen
- Apitz, Bernd (* 1947), deutscher Sänger
- Apitz, Bruno (1900–1979), deutscher Schriftsteller
- Apitz, Bruno F. (* 1957), deutscher SchauspielerBruno F. Apitz (* 1957)

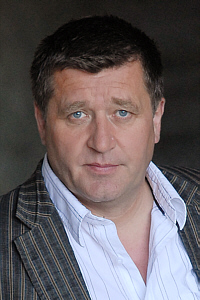
Bruno F. Apitz (* 1957)

- Apitz, Jürgen (1932–2014), deutscher Pädiater und Hochschullehrer
- Apitz, Kurt (1906–1945), deutscher Pathologe und Hochschullehrer
- Apitz, Michael (* 1965), deutscher Grafiker und Comiczeichner
- Apitz, Renate (1939–2008), deutsche Schriftstellerin
- Apitzsch, Anne (* 1974), deutsche Schauspielerin
- Apitzsch, Rolf, deutscher Amateurastronom und Asteroidenentdecker
- Apitzsch, Sophie Sabina (1692–1752), Hochstaplerin
- Apitzsch, Ursula (* 1947), deutsche Politikwissenschaftlerin
- Apitzsch-Friedrich, Heike (* 1970), deutsche Schwimmerin
- Apiwat Chuprai (* 2000), thailändischer Fußballspieler
- Apiwat Ngualamhin (* 1986), thailändischer Fußballspieler
- Apiwat Pengprakon (* 1988), thailändischer Fußballspieler
- Apiwat Sangsanguan (* 1992), thailändischer Fußballspieler
- Apiwich Phulek (* 1988), thailändischer Fußballspieler
- Apiwit Samurmuen (* 1996), thailändischer Fußballspieler
- Apiwit Sapram (* 1997), thailändischer Fußballspieler

### Apk
- Apkalna, Iveta (* 1976), lettische Organistin
- Apke, Fred (* 1959), deutscher Dramatiker, Regisseur und Schauspieler
- Apker, LeRoy (1915–1970), US-amerikanischer Physiker

### Apl
- apl.de.ap (* 1974), US-amerikanischer MusikerApl.de.ap (* 1974)
- Aplaḫanda, König von Karkemiš

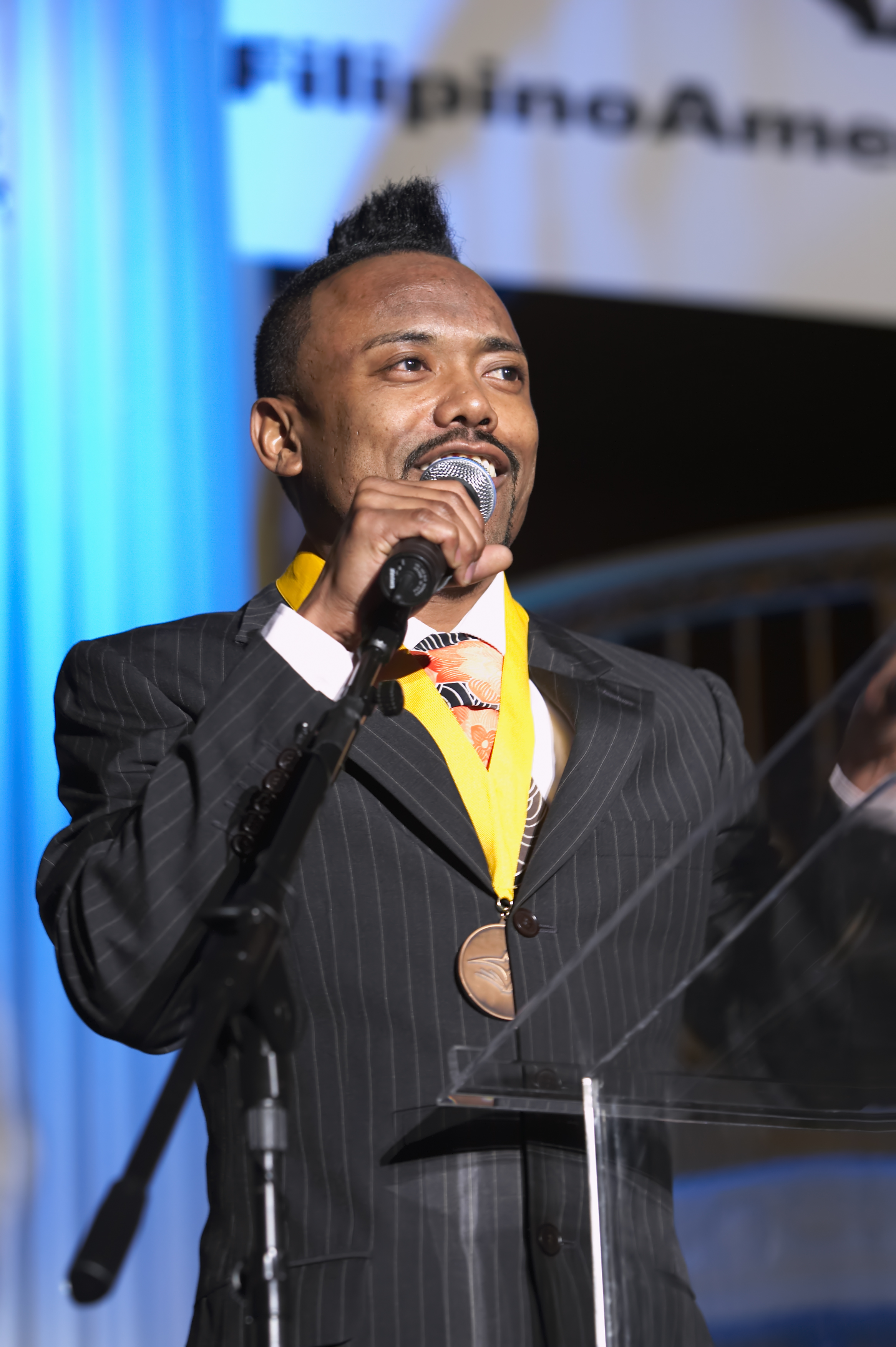
Apl.de.ap (* 1974)

- Aplaksin, Andrei Petrowitsch (1879–1931), russisch-sowjetischer Architekt, Restaurator und Hochschullehrer
- Apley, Alan Graham (1914–1996), englischer Orthopäde
- Aplija, assyrischer Beamter
- Aplin, Anders (* 1991), singapurischer Fußballspieler
- Aplin, Gabrielle (* 1992), britische Singer-Songwriterin
- Aplin, Henry H. (1841–1910), US-amerikanischer Politiker
- Aplin, Ken (1958–2019), australischer Mammaloge, Herpetologe und Paläontologe
- Aplogan, Dominique (1913–1989), beninischer Politiker (Republik Dahomey)

### Apm
- Apmann, Adrian (* 1989), deutscher Pokerspieler

### Apn
- Apneseth, Erlend (* 1990), norwegischer Jazzmusiker (Hardangerfiedel)

### Apo
- Apochi, Michael Ekwoy (* 1960), nigerianischer Priester, Bischof von Otukpo
- Apodaca, Atala (1884–1977), mexikanische Lehrerin, Feministin und Revolutionärin
- Apodaca, Jerry (1934–2023), US-amerikanischer Politiker
- Apodaca, Nathan (* 1982), amerikanischer Lagerarbeiter und Webvideoproduzent
- Apodakos, Herrscher der Charakene
- Apokaukos, Alexios († 1345), byzantinischer Staatsmann und Megas Doux des Reiches
- Apol, Jan (1874–1945), niederländischer Maler, Zeichner, Bildhauer und Schriftsteller
- Apolant, Hugo (1866–1915), deutscher Pathologe
- Apolant, Jenny (1874–1925), deutsche Frauenrechtlerin
- Apolant, Samuel (1823–1898), deutscher Rabbiner und Autor
- Apold, Anton (1877–1950), österreichischer Hütteningenieur
- Apolin, Martin (* 1965), österreichischer Autor
- Apolin, Stanislav (1931–2010), tschechischer Cellist
- Apolinário, Alex (1996–2021), brasilianischer Fußballspieler
- Apollinaire, Guillaume (1880–1918), französischer Schriftsteller und KunstkritikerGuillaume Apollinaire (1880–1918)

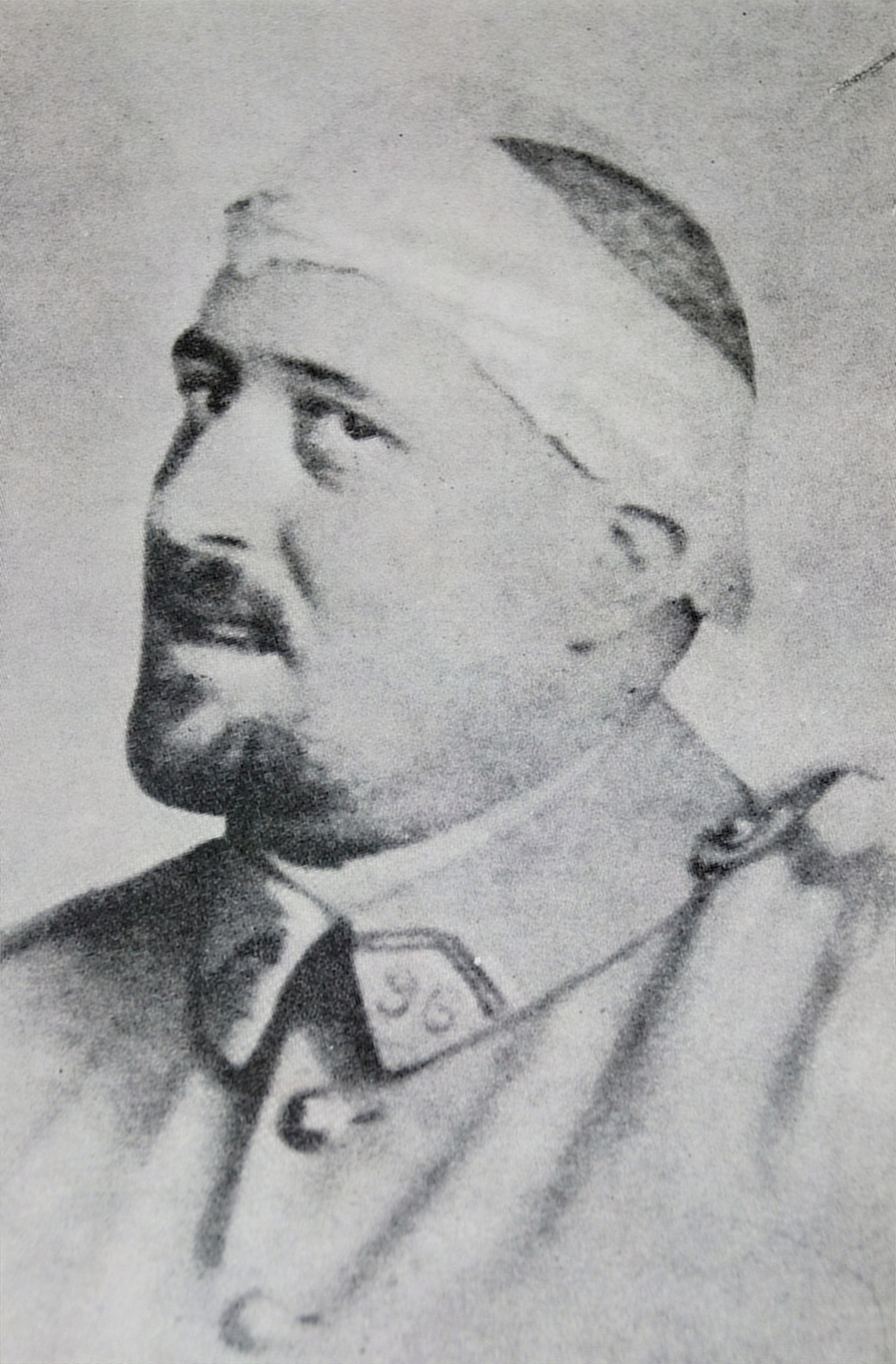
Guillaume Apollinaire (1880–1918)

- Apollinaris, weströmischer Prätorianerpräfekt
- Apollinaris von Laodicea, Bischof von Laodicea (Latakia) in Syrien und der Begründer des Apollinarianismus
- Apollinaris von Ravenna, Bischof von Ravenna und Märtyrer
- Apollo, Omar (* 1997), US-amerikanischer R&B-Sänger
- Apollodor, griechischer Redner und Politiker
- Apollodor, griechischer Politiker
- Apollodor, griechischer Stratege
- Apollodor von Artemita, griechischer Geschichtsschreiber
- Apollodor von Athen, griechischer Maler
- Apollodor von Athen, griechischer Grammatiker
- Apollodor von Damaskus, römischer Architekt der Kaiserzeit
- Apollodor von Pergamon, griechischer Rhetor
- Apollodor von Phaleron, athenischer Bildhauer und Philosoph
- Apollodoros, altgriechischer Arzt und Iologe (Giftforscher)
- Apollodoros, Diener Kleopatras VII.
- Apollodoros (5. Jahrhundert v. Chr.), griechischer Bildhauer
- Apollodoros (2. Jahrhundert v. Chr.), griechischer Bildhauer
- Apollodoros, griechischer Vasenmaler des rotfigurigen Stils
- Apollodotos I., indischer König
- Apollodotos II., indischer König
- Apollokrates († 347 v. Chr.), Sohn des Tyrannen Dionysios II. von Syrakus
- Apolloni, Achille (1812–1893), Kardinal der Römischen Kirche
- Apolloni, Ag (* 1982), kosovarischer Autor und Hochschullehrer
- Apolloni, Luigi (* 1967), italienischer Fußballspieler und -trainer
- Apollonia von Alexandria, Jungfrau, Märtyrin und HeiligeApollonia von Alexandria

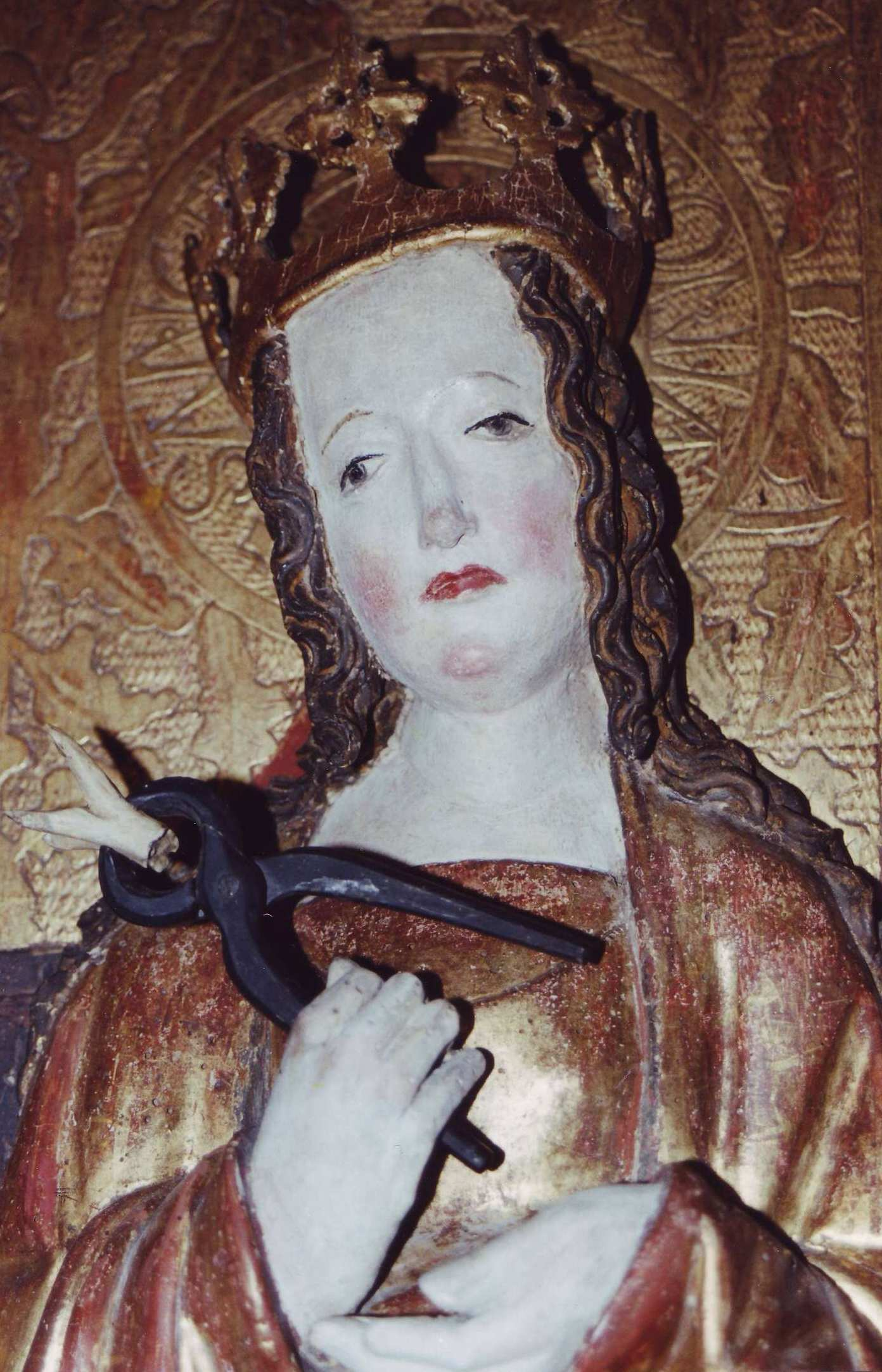
Apollonia von Alexandria

- Apollonia von Wiedebach (1470–1526), sächsische Adlige und Stifterin
- Apollonio, Marina (* 1940), italienische Künstlerin
- Apollonio, Silvio (* 2000), österreichischer Fußballspieler
- Apollonio, Umbro (1911–1981), italienischer Kunstkritiker und Essayist
- Apollonios, griechischer Steinschneider
- Apollonios, Statthalter der Seleukiden in Koilesyrien und Phönikien
- Apollonios, Statthalter der Seleukiden in Koilesyrien und Phönizien
- Apollonios, Dioiketes von Ägypten
- Apollonios aus Marathon, griechischer Bildhauer
- Apollonios Dyskolos, griechischer Grammatiker
- Apollonios von Athen, griechischer Bildhauer
- Apollonios von Kition, griechischer Arzt
- Apollonios von Perge, griechischer Mathematiker
- Apollonios von Rhodos, griechischer Dichter und Gelehrter
- Apollonios von Tralleis, griechischer Bildhauer
- Apollonios von Tyana, antiker griechischer Philosoph, NeupythagoreerApollonios von Tyana

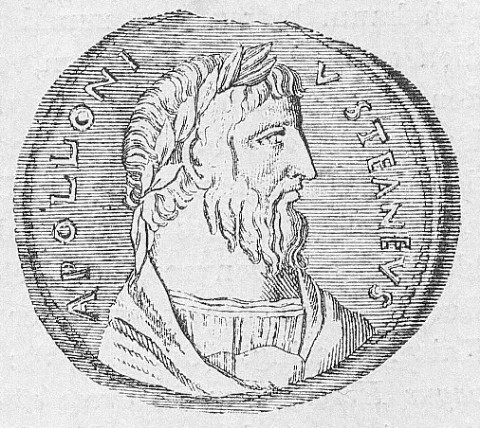
Apollonios von Tyana

- Apollonis, Königin von Pergamon, Gattin des Attalos I.
- Apollonius, Märtyrer und Heiliger
- Apollonius Eidograph († 175 v. Chr.), alexandrinischer Grammatiker
- Apollonius Molon, griechischer Rhetor
- Apollophanes, indo-griechischer König
- Apollophanes († 325 v. Chr.), Offizier und Statthalter Alexanders des Großen
- Apollos, Gestalt aus dem Neuen Testament
- Apollous, griechischer Koroplast
- Apolónia, Tiago (* 1986), portugiesischer Tischtennisspieler
- Apolte, Thomas (* 1960), deutscher Wirtschaftswissenschaftler
- Apolzan, Alexandru (1927–1982), rumänischer Fußballspieler und -trainer
- Apon, Annette (* 1949), niederländische Regisseurin und Drehbuchautorin
- Apong, Abu Bakar (* 1948), bruneiischer Politiker
- Apong, Ibnu Basit (* 1942), bruneiischer Militär
- Aponte Fernández, Ramón José (* 1948), venezolanischer Geistlicher, emeritierter römisch-katholischer Bischof von Valle de la Pascua
- Aponte Martínez, Luis (1922–2012), puerto-ricanischer Geistlicher, römisch-katholischer Erzbischof und Kardinal
- Aponte, Carlos (1939–2008), kolumbianischer Fußballspieler
- Aponte, Gianluigi (* 1940), italischer Unternehmer
- Aponte-Ledée, Rafael (* 1938), puerto-ricanischer Komponist
- Aponzá, Yesid (1992–2016), kolumbianischer Fußballspieler
- Apopi I., altägyptischer König der Hyksos-Zeit
- Apopi II., altägyptischer König der 15. oder 16. Dynastie
- Apor, Vilmos (1892–1945), Bischof der Diözese Győr und Seliger der katholischen KircheVilmos Apor (1892–1945)

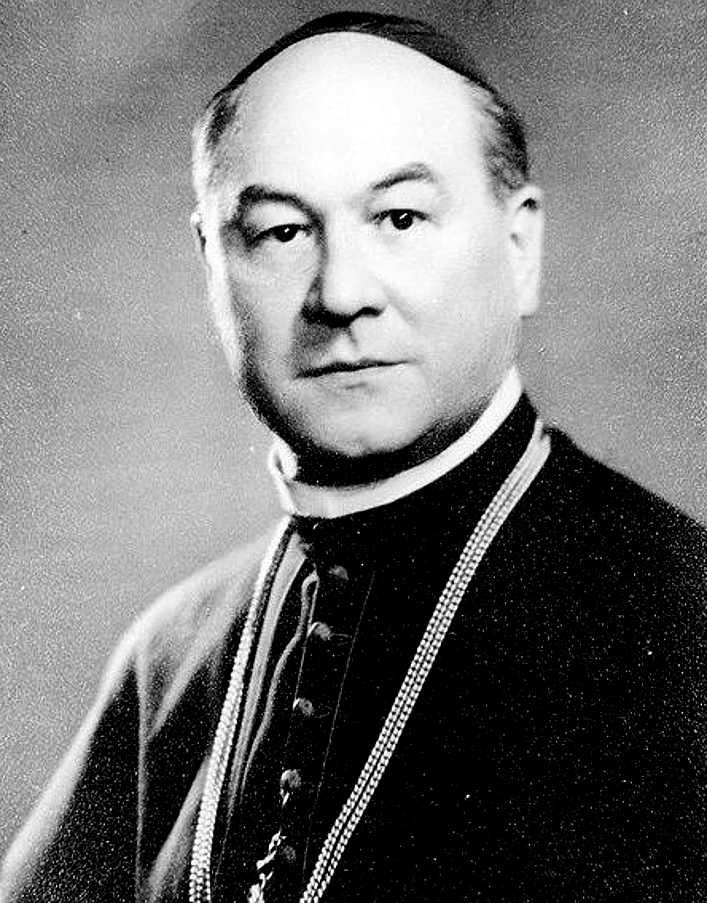
Vilmos Apor (1892–1945)

- ApoRed (* 1994), deutscher Webvideoproduzent
- Aportanus, Georg († 1530), deutscher Theologe und Reformator
- Aporti, Ferrante (1791–1858), italienischer Pädagoge und Theologe
- Aposteanu, Angelica (* 1954), rumänische Ruderin
- Apostel von Buchau, Bürgermeister der Reichsstadt Buchau und Fischer
- Apostel, Christel (1935–2022), deutsche Politikerin (SPD)
- Apostel, Hans Erich (1901–1972), deutsch-österreichischer Komponist
- Apostel, Leo (1925–1995), belgischer Philosoph
- Apostel, Marie-Luise (* 1945), deutsche Politikerin (SPD), MdL Sachsen
- Apostel, Rudolf (* 1932), deutscher Politiker (SPD), MdL
- Apostelmeister, deutscher Bildhauer
- Apostol, Chira (* 1960), rumänische Ruderin
- Apostol, Danylo (1654–1734), Hetman der Ukraine
- Apostol, Gheorghe (1913–2010), rumänischer Politiker
- Apostol, Iulian (* 1980), rumänischer Fußballspieler
- Apostol, Tom (1923–2016), US-amerikanischer Mathematiker
- Apostoł, Zygmunt (1931–2018), polnischer Schauspieler in Deutschland
- Apostolaki, Anna (1880–1958), griechische Archäologin und Museumsdirektorin
- Apostolaki, Milena (* 1965), griechische Juristin und Politikerin
- Apostolakis, Efstratios (* 1964), griechischer Fußballspieler
- Apostolakis, Evangelos (* 1957), griechischer Offizier, Admiral der griechischen Marine und Ehrenchef des Stabes
- Apostolakis, Giannis (1886–1947), griechischer Neogräzist
- Apostoli, Francesco (1755–1816), italienischer Schriftsteller
- Apostoli, Fred (1913–1973), US-amerikanischer Boxweltmeister
- Apostolidis, Igor (* 1969), tschechisch-griechischer Eishockeyspieler
- Apostolidis, Nicos (* 1950), deutscher Musiker, Sänger und Komponist griechischer Abstammung
- Apostolidis, Pavlos (* 1942), griechischer Diplomat
- Apostolis, Antymos (* 1954), polnischer Gitarrist
- Apostolof, Stephen C. (1928–2005), US-amerikanischer Erotikproduzent und Trashfilmregisseur
- Apostolos (1924–2009), griechischer Geistlicher, Metropolit von Poliana und Kilkis und Exarch von Mazedonien der griechisch-orthodoxen Kirche
- Apostolou, Ioannis († 1905), griechischer Opernsänger (Tenor)
- Apostolova, Pavlina (1927–2018), jugoslawische Opernsängerin (Sopran)
- Apostolova, Reghina (* 1951), moldauische Politikerin (Șor-Partei)
- Apostolovski, Lia (* 2000), slowenische Hochspringerin
- Apostool, Samuel (1638–1699), niederländischer Arzt und mennonitischer Prediger, Führer der Partei der Sonnisten
- Apotekar, Klara (* 1997), slowenische Judoka
- Apotheker, Hayo (* 1950), niederländischer Politiker (D66), Soziologe, Aktivist, Landwirtschaftsminister und Bürgermeister
- Apotheker, Léo (* 1953), deutscher Manager
- Apothéloz, Charles (1922–1982), Schweizer Sportler, Schauspieler und Theaterdirektor
- Apothéloz, Thierry (* 1971), Schweizer Politiker (PS)
- Apovian, Marcelo (* 1972), brasilianischer Skirennläufer
- Apovnik, Paul (* 1935), österreichischer Kärntner slowenischer Jurist, Publizist und Lexikograph

### App
- App, Austin (1902–1984), US-amerikanischer Mediävist und Holocaustleugner
- App, Eduard Ernst (1801–1862), Kreisrat in den Kreisen Biedenkopf, Erbach und Groß-Gerau
- App, Kurt (* 1952), deutscher Objektkünstler
- App, Manfred (* 1948), deutscher Musikverleger
- App, Peter Wilhelm (1803–1855), deutscher Historienmaler und Porträtmaler
- App, Urs (* 1949), Schweizer Geisteswissenschaftler und Religionshistoriker

#### Appa
- Appa Sherpa, nepalesischer BergsteigerAppa Sherpa

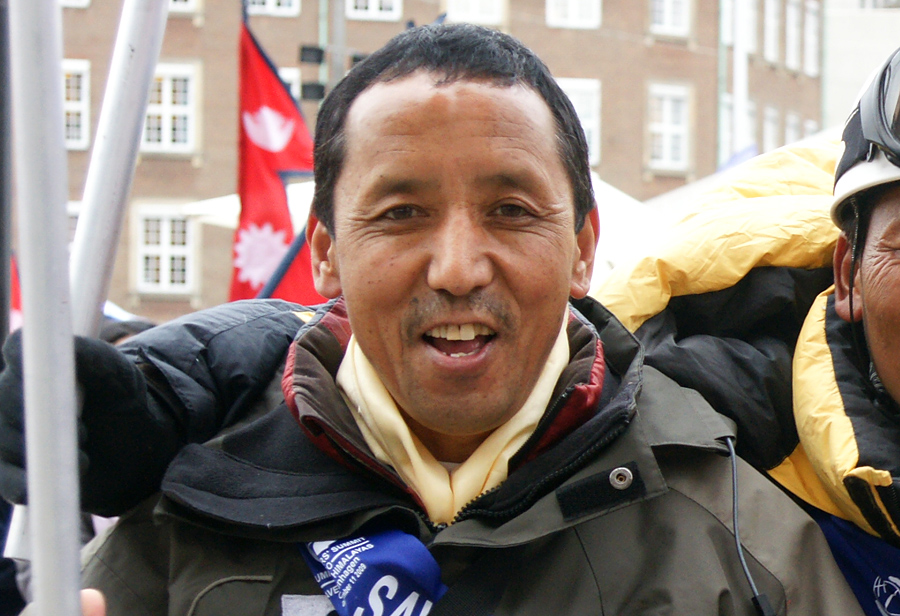
Appa Sherpa

- Appadurai, Arjun (* 1949), indischer Ethnologe
- Appajew, Chysyr Chakimowitsch (* 1990), russischer Fußballspieler
- Appalius Alfinus Secundus, Titus, römischer Offizier (Kaiserzeit)
- Appaly, Norbert (* 1893), deutscher Parteifunktionär (NSDAP)
- Appanah, Nathacha (* 1973), mauritische Schriftstellerin und Journalistin
- Apparat (* 1978), deutscher Techno- und Electronica-MusikerApparat (* 1978)

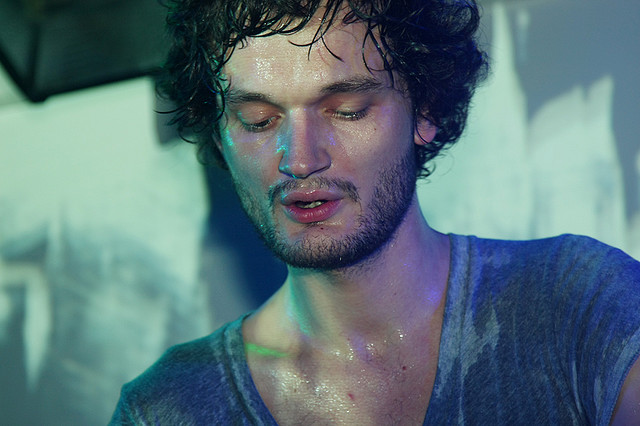
Apparat (* 1978)

- Apparu, Benoist (* 1969), französischer Politiker, Mitglied der Nationalversammlung
- Appatas, griechischer Steinmetz
- Appathurai, James (* 1968), kanadischer Diplomat und Wissenschaftler
- Appay, Emile (1876–1935), französischer Landschaftsmaler und Aquarellist

#### Appe
- Appé, Ingo (* 1957), österreichischer Politiker (SPÖ), Mitglied des Bundesrates
- Appel, André (1921–2007), französischer lutherischer Theologe
- Appel, Anna Magdalena (1846–1917), deutsche Balletttänzerin
- Appel, Benjamin (1907–1977), US-amerikanischer Schriftsteller
- Appel, Benjamin (* 1977), deutscher Posaunist und Musikpädagoge
- Appel, Benjamin (* 1978), deutscher Künstler
- Appel, Bernhard R. (* 1950), deutscher Musikwissenschaftler und Herausgeber
- Appel, Bram (1921–1997), niederländischer Fußballspieler
- Appel, Brun (1934–2021), deutscher Landeshistoriker und Archivar
- Appel, Carl (1857–1934), deutscher Romanist
- Appel, Carl (1866–1937), deutscher Maler
- Appel, Carl (1911–1997), österreichischer Architekt
- Appel, Christian von (1785–1854), österreichischer Feldmarschalleutnant
- Appel, Clemens (1953–2021), deutscher Fachjurist, Politiker und Unternehmensberater
- Appel, Cornelius (1821–1901), dänischer Lehrer und Pastor
- Appel, David (* 1981), tschechischer Eishockeyspieler
- Appel, Doris (* 1961), österreichische Journalistin und Fernsehmoderatorin
- Appel, Eberhard (1908–1966), deutscher Jurist
- Appel, Ernst (1884–1973), Rabbiner in Bingen am Rhein und in Dortmund
- Appel, Frank (* 1961), deutscher Manager, Vorstandsmitglied der Deutschen Post AGFrank Appel (* 1961)

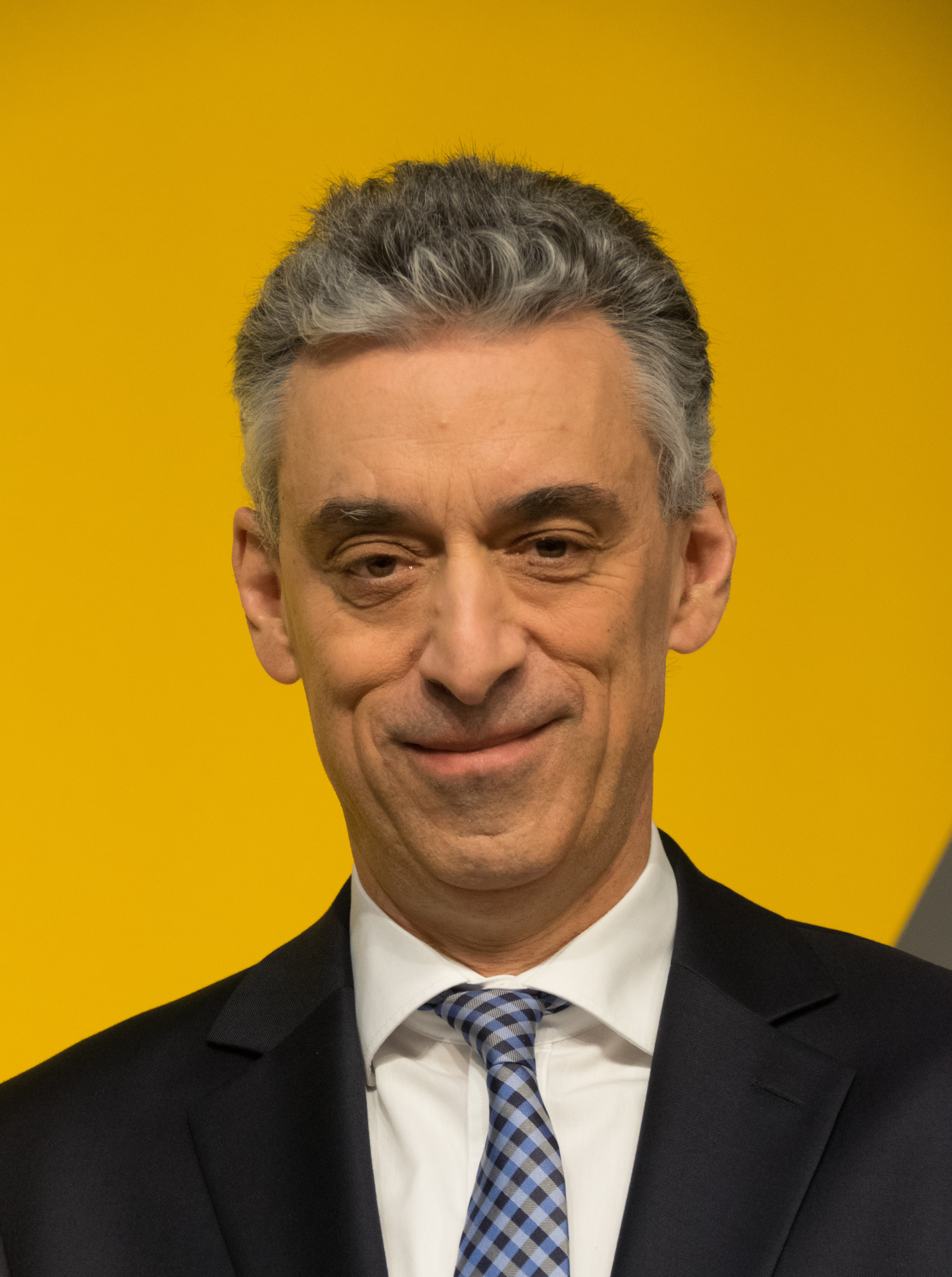
Frank Appel (* 1961)

- Appel, Franziska (1892–1943), österreichische Schneiderin und Widerstandskämpferin gegen den Nationalsozialismus
- Appel, Gaby (* 1958), deutsche Hockeyspielerin
- Appel, Hans (1911–1973), deutscher Fußballspieler
- Appel, Heinrich Wilhelm (1850–1923), deutscher Kaufmann und Fabrikant
- Appel, Heinz (1884–1962), deutscher Lebensmittelfabrikant, Erfinder des Wortes „Feinkost“ und Heimatfreund
- Appel, Herbert (1907–1993), deutsch-chilenischer Chemiker
- Appel, Hermann (1932–2002), deutscher Kraftfahrzeugwissenschaftler
- Appel, Horst (* 1955), deutscher Gewichtheber
- Appel, Ivo (* 1965), deutscher Rechtswissenschaftler
- Appel, Jan (1890–1985), deutscher Politiker
- Appel, Joachim (1967–2022), deutscher Eishockeytorwart
- Appel, Johann Nepomuk von (1826–1906), österreichischer General
- Appel, Josef (1910–1991), deutscher Schreinermeister und Kanuhersteller
- Appel, Joseph (1767–1834), österreichischer Numismatiker
- Appel, Karel (1921–2006), niederländischer Maler und Mitgründer der Malergruppe „CoBrA“Karel Appel (1921–2006)

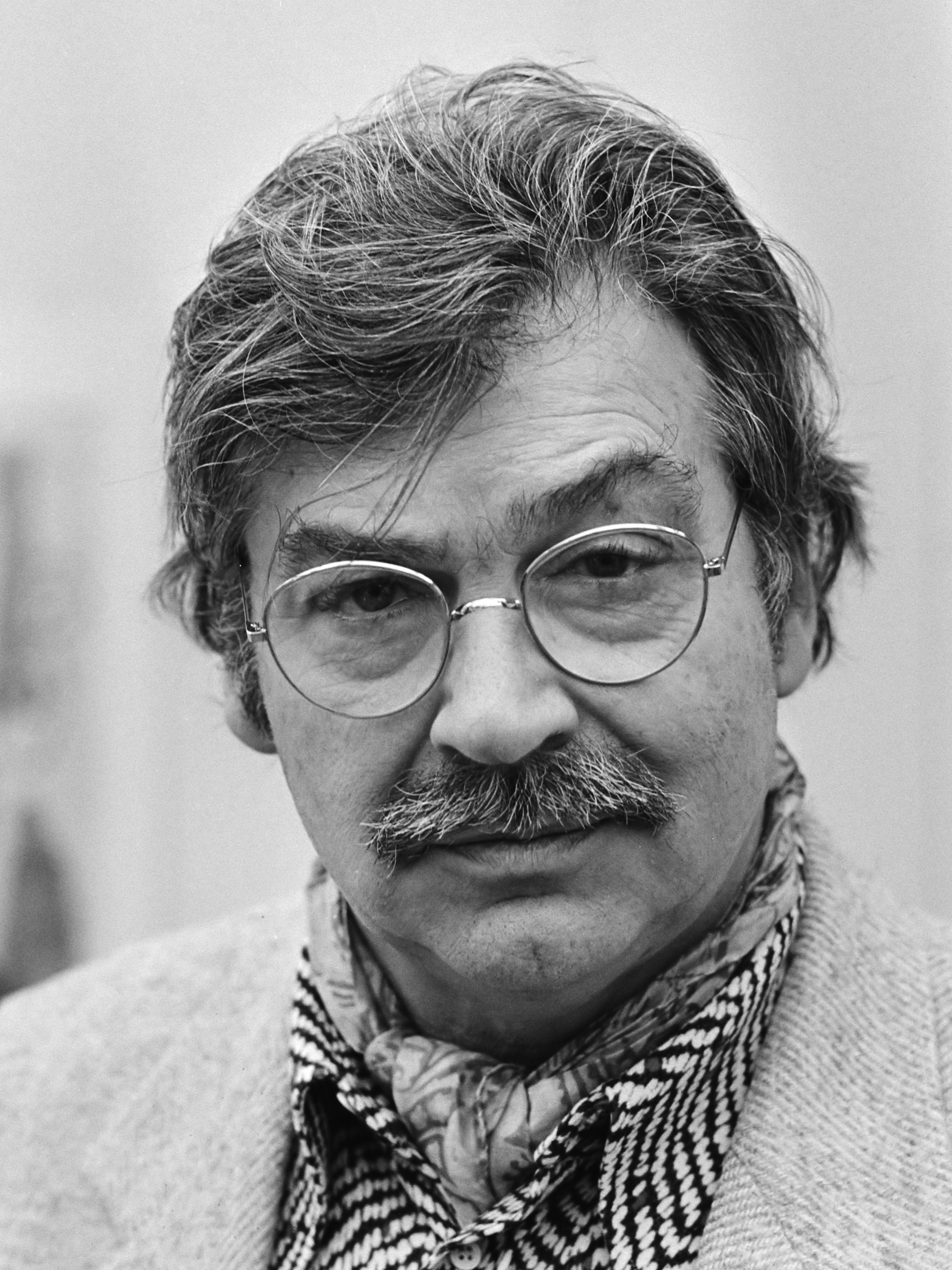
Karel Appel (1921–2006)

- Appel, Karl (1812–1895), deutscher Violinist und Komponist
- Appel, Karl (1892–1967), österreichischer Politiker (SPÖ), Abgeordneter zum Nationalrat
- Appel, Karl Friedrich (1868–1935), Abgeordneter des Provinziallandtages Hessen-Nassau und Mitglied der DDP
- Appel, Kenneth (1932–2013), US-amerikanischer Mathematiker
- Appel, Kurt (* 1968), katholischer Theologe und Hochschullehrer
- Appel, Marion (* 1960), deutsche Volleyballspielerin
- Appel, Markus (* 1973), deutscher Psychologe und Medienforscher
- Appel, Max (* 1996), deutscher Ruderer
- Appel, Meier (1851–1919), deutscher Rabbiner, Kanzelredner und Erzieher der konservativ bis liberal orientierten Juden in Karlsruhe
- Appel, Otto (1867–1952), deutscher Phytomediziner
- Appel, Otto (1897–1976), deutscher Biologe
- Appel, Patrick (* 1989), deutscher Politiker (CDU)
- Appel, Paul (1896–1971), deutscher Lyriker und Essayist
- Appel, Ralf (* 1971), deutscher Schachspieler
- Appel, Reinhard (1927–2011), deutscher JournalistReinhard Appel (1927–2011)

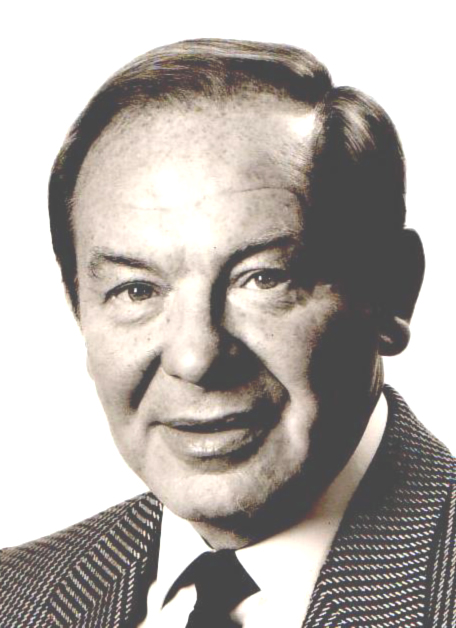
Reinhard Appel (1927–2011)

- Appel, René (* 1945), niederländischer Autor
- Appel, Roland, deutscher DJ und Musiker
- Appel, Roland (* 1954), deutscher Politiker (Bündnis 90/Die Grünen), MdL
- Appel, Rolf (1921–2012), deutscher Chemiker und Hochschullehrer
- Appel, Rudolf (1915–1967), österreichischer Monteur und Politiker (SPÖ), Abgeordneter zum Nationalrat, Mitglied des Bundesrates
- Appel, Sabine (* 1967), deutsche Germanistin und Sachbuchautorin
- Appel, Walter (* 1948), deutscher Schriftsteller
- Appel, Wolf (1942–1999), deutscher Opernsänger (Tenor)
- Appelbaum, Jacob (* 1983), US-amerikanischer freier Journalist und Spezialist für ComputersicherheitJacob Appelbaum (* 1983)

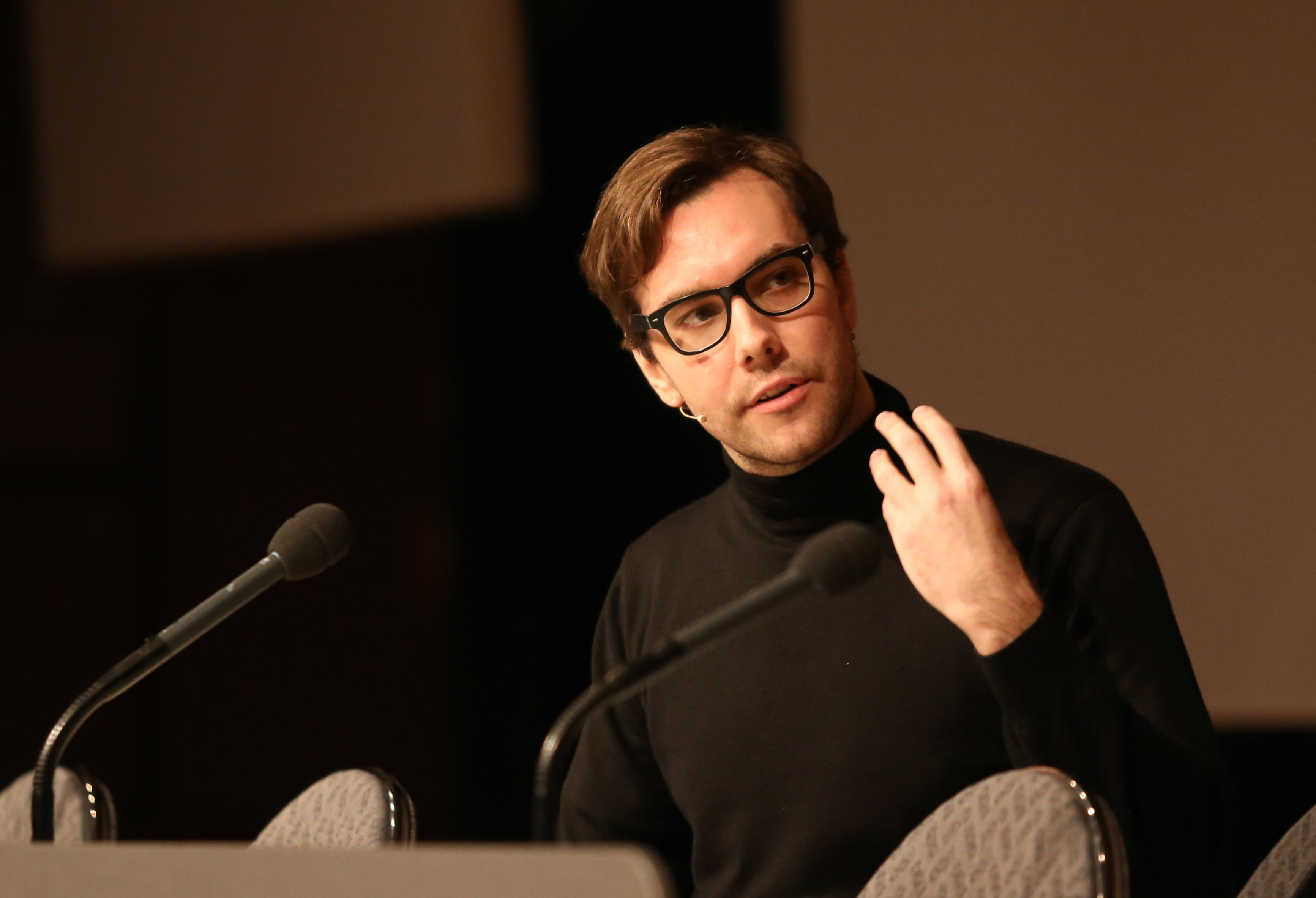
Jacob Appelbaum (* 1983)

- Appelbaum, Joel (* 1941), US-amerikanischer Physiker
- Appelbaum, Josh, US-amerikanischer Drehbuchautor, Showrunner, Fernseh- und Filmproduzent
- Appelbaum, Karl (1879–1961), deutscher Politiker (SPD), MdHB
- Appelbaum, Larry (1957–2025), US-amerikanischer Jazzhistoriker und Hörfunkmoderator
- Appelbaum, Moshe (1887–1931), polnischer Maler, Grafiker und Bühnendesigner
- Appeldoorn, Tessa (* 1973), niederländische Ruderin
- Appeldorn, Vera van, deutsche Filmeditorin
- Appeldorn, Werner van (1925–2005), deutscher Kameramann, Regisseur und Buchautor
- Appelfeld, Aharon (1932–2018), israelischer Schriftsteller
- Appelfeller, Martin (1921–2001), deutscher Generalmajor des Ministeriums für Staatssicherheit in der DDR
- Appelgren, Hjalmar (1853–1936), finnischer Archäologe und Konservator des historischen Staatsmuseums in Helsingfors
- Appelgren, Mikael (* 1961), schwedischer Tischtennisspieler
- Appelgren, Mikael (* 1989), schwedischer Handballtorwart
- Appelhans, Albrecht (1900–1975), deutscher Maler, Grafiker und Illustrator
- Appelhans, Willy (* 1889), deutscher Radrennfahrer
- Appelius, Alfred (1858–1932), deutscher Politiker, Landtagspräsident (SWE)
- Appelius, Franz (1866–1939), deutscher Verwaltungsjurist
- Appelius, Hugo (1855–1907), deutscher Strafrechtler
- Appelius, Jean Henry (1767–1828), niederländischer Politiker
- Appelius, Julius (1826–1900), deutscher Politiker, Landtagspräsident (SWE)
- Appelius, Oskar (1837–1904), deutscher Architekt und preußischer Baubeamter
- Appelius, Stefan (* 1963), deutscher Politikwissenschaftler, Hochschullehrer und Publizist
- Appelkamp, Shinta (* 2000), deutsch-japanischer FußballspielerShinta Appelkamp (* 2000)

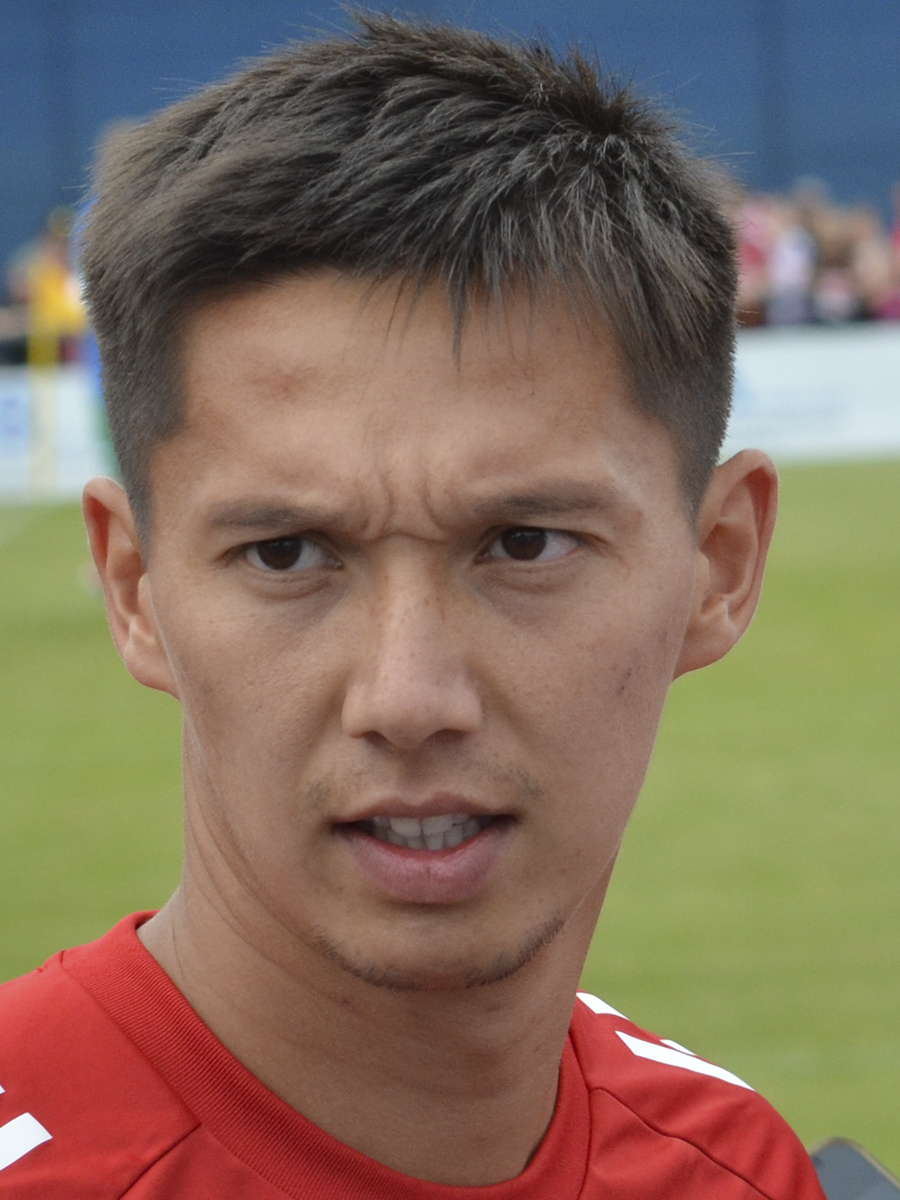
Shinta Appelkamp (* 2000)

- Appell, Georg (1901–1970), deutscher Politiker (DDP, SPD, SED), MdV und Rechtsanwalt
- Appell, Hans-Joachim (* 1952), deutscher Sportmediziner, Hochschullehrer
- Appell, Johann Wilhelm (1829–1896), Schriftsteller und Bibliothekar
- Appell, Olga (* 1963), US-amerikanische Langstreckenläuferin mexikanischer Herkunft
- Appell, Paul (1855–1930), französischer Mathematiker
- Appell, Wilhelm Carl von, preußischer Beamter
- Appelle, Lynn (* 1967), US-amerikanische Filmproduzentin
- Appellöf, Adolf (1857–1921), schwedischer Zoologe
- Appelman, F. J. (1894–1965), niederländischer Forstbeamter, Zoodirektor und Naturschützer
- Appelman, Zach (* 1986), US-amerikanischer Film- und Theaterschauspieler
- Appelmann, Gustav Gabriel (1656–1721), schwedischer Artillerieoffizier, Generalleutnant
- Appelmann, Hans (1867–1930), deutscher Jurist und Gerichtspräsident
- Appelmann, Ines (* 1987), deutsche FußballschiedsrichterinInes Appelmann (* 1987)

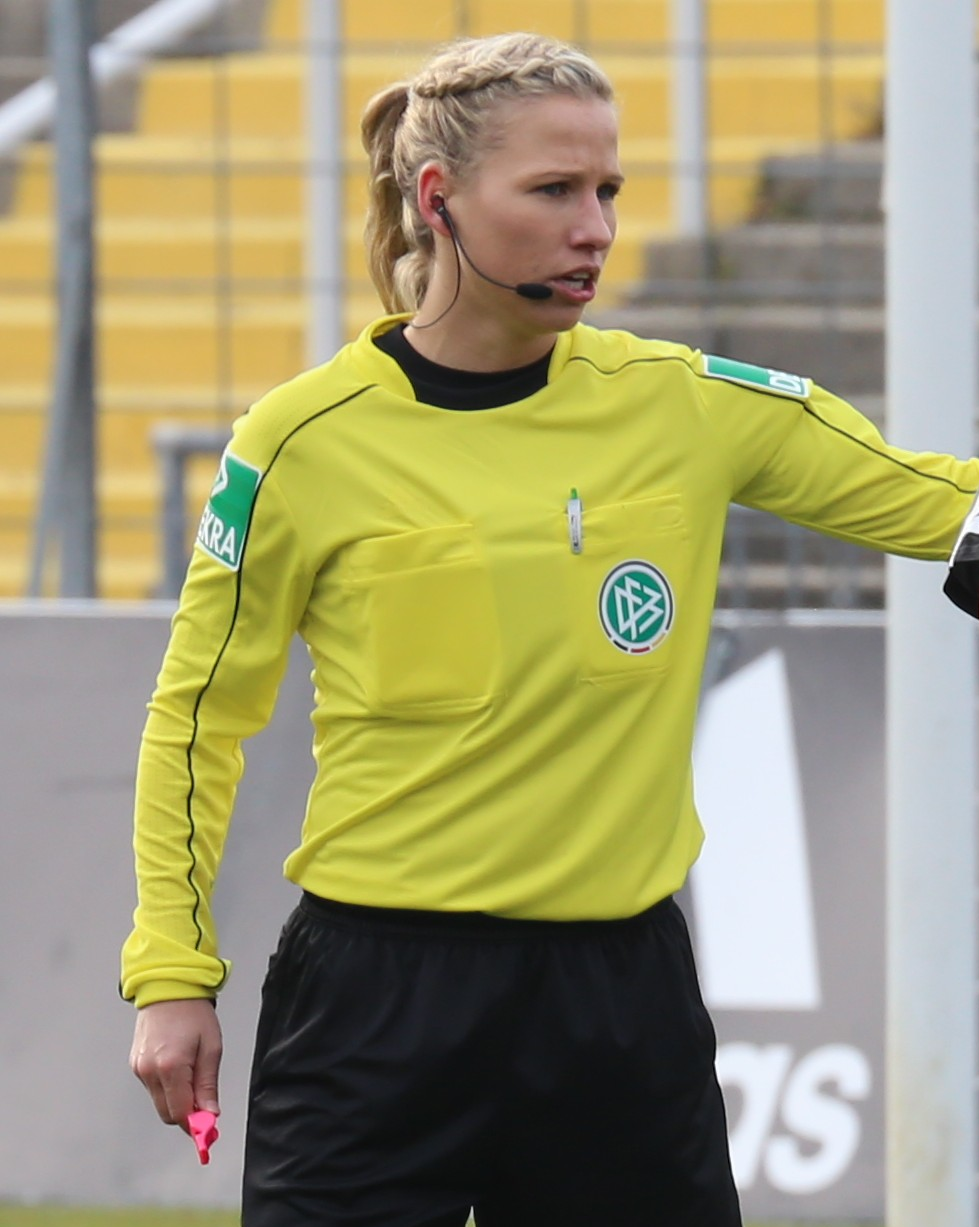
Ines Appelmann (* 1987)

- Appelmann, Karl (1915–2015), deutscher Politiker (SPD), MdL
- Appelmann, Karl-Heinz (* 1939), deutscher Illustrator und Gebrauchsgrafiker
- Appelmann, Markus (* 1978), deutscher Fernseh- und Hörfunkmoderator
- Appelmann, Peter (1622–1705), schwedischer Amtshauptmann in Pudagla auf Usedom
- Appelmans, Sabine (* 1972), belgische Tennisspielerin
- Appelquist, Thomas (* 1941), US-amerikanischer theoretischer Physiker
- Appelrath, Hans-Jürgen (1952–2016), deutscher Informatiker und Hochschullehrer
- Appelschnut (1897–1998), deutsche Tochter des Dichters Otto Ernst
- Appelt, Alfred (* 1869), deutscher Pädagoge und Stottertherapeut
- Appelt, Dieter (* 1935), deutscher Fotokünstler, Maler, Bildhauer, Video-, Aktions- und Objektkünstler
- Appelt, Dieter E. (1947–2016), deutscher Politiker (SPD), MdL
- Appelt, Erna (* 1951), österreichische Politikwissenschafterin und Frauen- und Geschlechterforscherin
- Appelt, Gabriel (* 1993), brasilianischer Fußballspieler
- Appelt, Gerfried (1932–2022), deutscher Geodät
- Appelt, Gustav (1864–1945), österreichischer Lehrer und Dichter
- Appelt, Heinrich (1910–1998), österreichischer Historiker und Diplomatiker
- Appelt, Ingo (* 1961), österreichischer Bobfahrer und Politiker (FPÖ), Landtagsabgeordneter
- Appelt, Ingo (* 1967), deutscher Comedian und KabarettistIngo Appelt (* 1967)

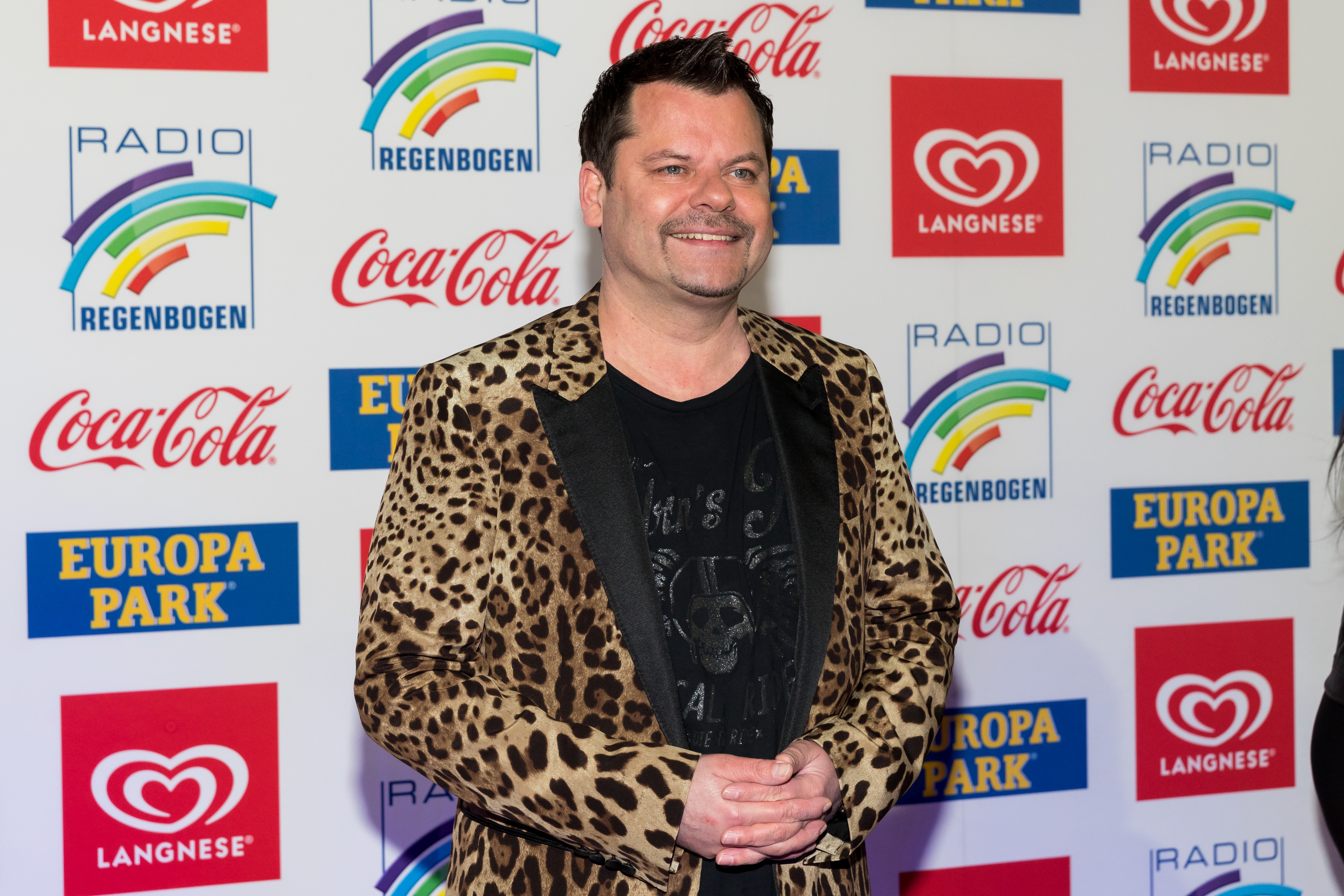
Ingo Appelt (* 1967)

- Appelt, Jens (* 1998), deutscher American-Football-Spieler
- Appelt, Jerry (* 1966), deutscher Lichtdesigner, Projektleiter für Events, TV-Shows und Konzertveranstaltungen
- Appelt, Jutta (* 1939), deutsche Politikerin (CDU), MdL, Autorin und Märchenerzählerin
- Appelt, Karl-Heinz (1940–2013), deutscher Bildhauer, Plastiker und Grafiker
- Appelt, Leo (* 1997), deutscher Radsportler
- Appelt, Margit (* 1975), österreichische Reiterin
- Appelt, Matías (* 1989), uruguayischer Fußballspieler
- Appelt, Rudolf (1900–1955), deutscher Politiker (KSČ) und Botschafter der DDR in Moskau (1951–1955)
- Appelt, Siegfried (* 1956), deutscher Plastiker, Maler und Grafiker
- Appelt, Siegrun (* 1965), österreichische Künstlerin
- Appelt-Lillack, Ute (1959–2024), deutsche Zeichnerin, Keramikerin und Bildhauerin
- Appen, Karl von (1900–1981), deutscher Bühnenbildner
- Appen, Mario von (* 1965), deutscher Kanute
- Appen, Marlene von (* 2005), deutsche Filmschauspielerin und Kinderdarstellerin
- Appen, Philipp von (* 1953), deutscher Bildhauer
- Appen, Ralf von (* 1975), deutscher Musikwissenschaftler
- Appen, Sven von (* 1997), chilenischer Skirennläufer
- Appendini, Francesco Maria (1768–1837), italienischer Philologe und Historiker
- Appendino, Chiara (* 1984), italienische Politikerin (MoVimento 5 Stelle)
- Appenfeller, Johann Georg († 1712), deutscher Arzt und Sektierer
- Appenszlak, Jakub (1894–1950), polnischer Journalist, Literaturkritiker und Übersetzer
- Appenzeller, Benedictus († 1558), franko-flämischer Komponist und Sänger der Renaissance
- Appenzeller, Christine (* 1957), Schweizer Schulgründerin
- Appenzeller, Gerd (* 1943), deutscher Journalist
- Appenzeller, Hans (1920–2017), deutscher Heimatforscher und Kommunalpolitiker
- Appenzeller, Immo (* 1940), deutscher Astronom
- Appenzeller, Johann-Conrad (1775–1850), reformierter Pfarrer und Volksschriftsteller
- Appenzeller, Othmar (1610–1687), Schweizer Bürgermeister
- Appenzeller, Paul (1888–1951), Schweizer Schriftsteller
- Appenzeller-Stokar, Kaspar (1927–1999), Schweizer Arzt, Anthroposophischer Forscher und Autor
- Appéré, Louis (* 1999), schottischer Fußballspieler
- Appéré, Nathalie (* 1975), französische Politikerin, Mitglied der Nationalversammlung
- Appermont, Bert (* 1973), belgischer Komponist und Musiker
- Appert, Nicolas (1749–1841), französischer Konditor und ErfinderNicolas Appert (1749–1841)

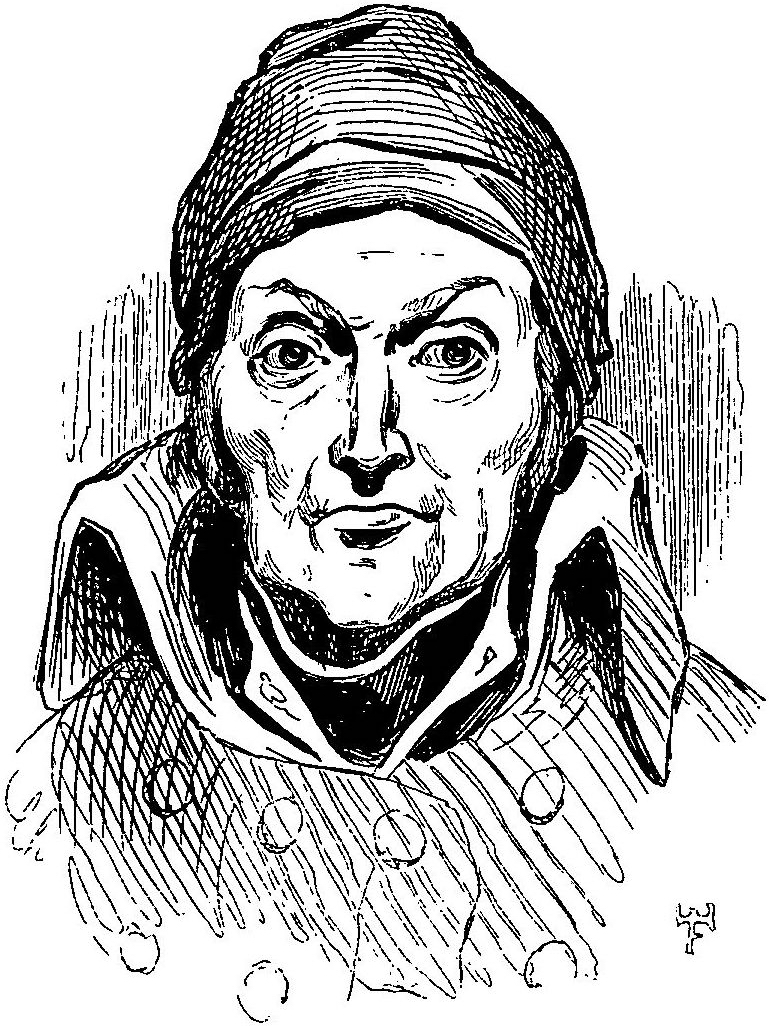
Nicolas Appert (1749–1841)

- Appert, Otto (1930–2012), Schweizer Paläobotaniker, katholischer Missionar und Ornithologe
- Appes Ekanga, Fanny (* 1989), kamerunische Sprinterin

#### Apph
- Apphia, frühchristliche Märtyrerin
- Apphianus († 306), christlicher Heiliger und Märtyrer

#### Appi
- Appia, Adolphe (1862–1928), Schweizer Architekt
- Appia, Dominique (1926–2017), Schweizer Maler
- Appia, Henry (1861–1901), Schweizer evangelischer Geistlicher
- Appia, Louis (1818–1898), deutscher Chirurg und Mitbegründer des Internationalen Komitees vom Roten Kreuz
- Appiagyei, Patricia (* 1956), ghanaische Politikerin (New Patriotic Party)
- Appiah Tawiah, Hisashi (* 1998), japanisch-ghanaischer Fußballspieler
- Appiah, Aaron (* 2003), schweizerisch-ghanaischer Fussballspieler
- Appiah, Anthony (* 1954), US-amerikanischer analytischer Philosoph und Schriftsteller
- Appiah, Arvin (* 2001), englischer Fußballspieler
- Appiah, Cynthia (* 1990), kanadische Bobsportlerin
- Appiah, Dennis (* 1992), französischer Fußballspieler
- Appiah, Irene (* 1976), deutsche Politikerin (SPD), MdHB
- Appiah, James Kwesi (* 1959), ghanaischer Fußballspieler und Fußballtrainer
- Appiah, Joe (1918–1990), ghanaischer Politiker und Jurist
- Appiah, Kwesi (* 1990), ghanaischer Fußballspieler
- Appiah, Marcel (* 1988), deutsch-ghanaischer Fußballspieler
- Appiah, Martha (* 1965), ghanaische Sprinterin
- Appiah, Stephen (* 1980), ghanaischer Fußballspieler und -trainerStephen Appiah (* 1980)

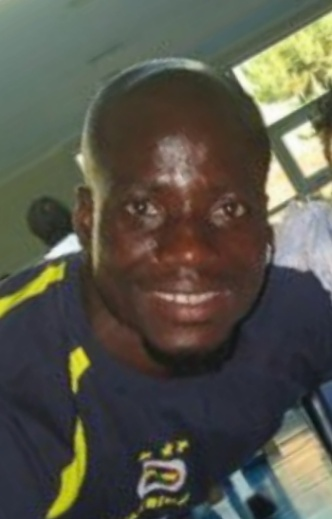
Stephen Appiah (* 1980)

- Appiah-Kubi, Kwabena (* 1992), australisch-neuseeländischer Fußballspieler
- Appian, römischer Historiker
- Appian, Adolphe (1819–1898), französischer Landschaftsmaler und Radierer
- Appiani, Andrea (1754–1817), italienischer Maler des Neoklassizismus
- Appiani, Galeazzo, Architekt und Maurer
- Appiani, Giuseppe (1706–1785), italienischer Freskenmaler
- Appiani, Giuseppe (1712–1742), italienischer Altkastrat
- Appiani, Jacopo (1687–1742), italienischer Stuckateur des Rokoko
- Appiani, Vincenzo (1850–1932), italienischer Komponist, Pianist und Musikpädagoge
- Appiano, Jacopo IV. (1459–1510), italienischer Adeliger
- Appice, Carmine (* 1946), US-amerikanischer Rockmusiker, Schlagzeuger
- Appice, Vinny (* 1957), US-amerikanischer SchlagzeugerVinny Appice (* 1957)

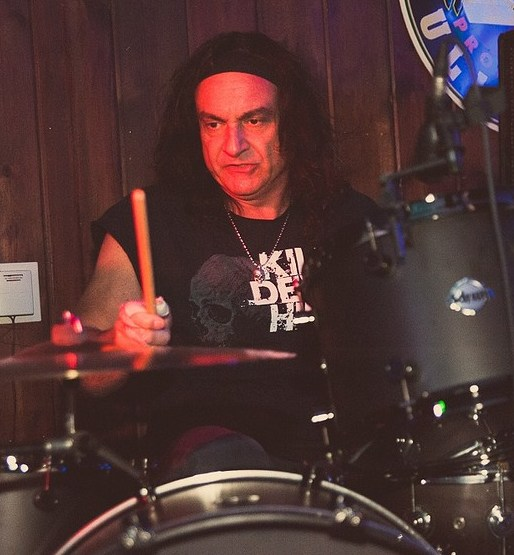
Vinny Appice (* 1957)

- Appignanesi, Ennio (1925–2015), italienischer katholischer Bischof
- Appignanesi, Lisa (* 1946), kanadische Schriftstellerin
- Appin, Edouwe (* 1979), nauruische Leichtathletin
- Appis, Max (1926–2003), deutscher Fußballspieler
- Appius Celer, römischer Offizier (Kaiserzeit)
- Appius Fuscus, Gaius, antiker römischer Toreut
- Appius, Aeneas (* 1960), Schweizer Ausdauerathlet

#### Appl
- Appl, Benjamin (* 1982), deutscher Opernsänger (Bariton)
- Appl, Ekkehard (* 1960), deutscher Jurist, Richter am Bundesgerichtshof
- Apple, Catherine (* 1963), US-amerikanische Filmeditorin
- Apple, David J. (1941–2011), US-amerikanischer Ophthalmologe und Pathologe
- Apple, Eli (* 1995), US-amerikanischer American-Football-Spieler
- Apple, Fiona (* 1977), US-amerikanische Sängerin, Singer-Songwriterin, Pianistin und Musikerin
- Apple, Kalman, Filmregisseur, Filmproduzent und Drehbuchautor für Kurzfilme
- Apple, Max (* 1941), US-amerikanischer Autor
- Apple, Zach (* 1997), US-amerikanischer Schwimmer
- Applebaum, Anne (* 1964), US-amerikanische und polnische Historikerin, Journalistin und BuchautorinAnne Applebaum (* 1964)

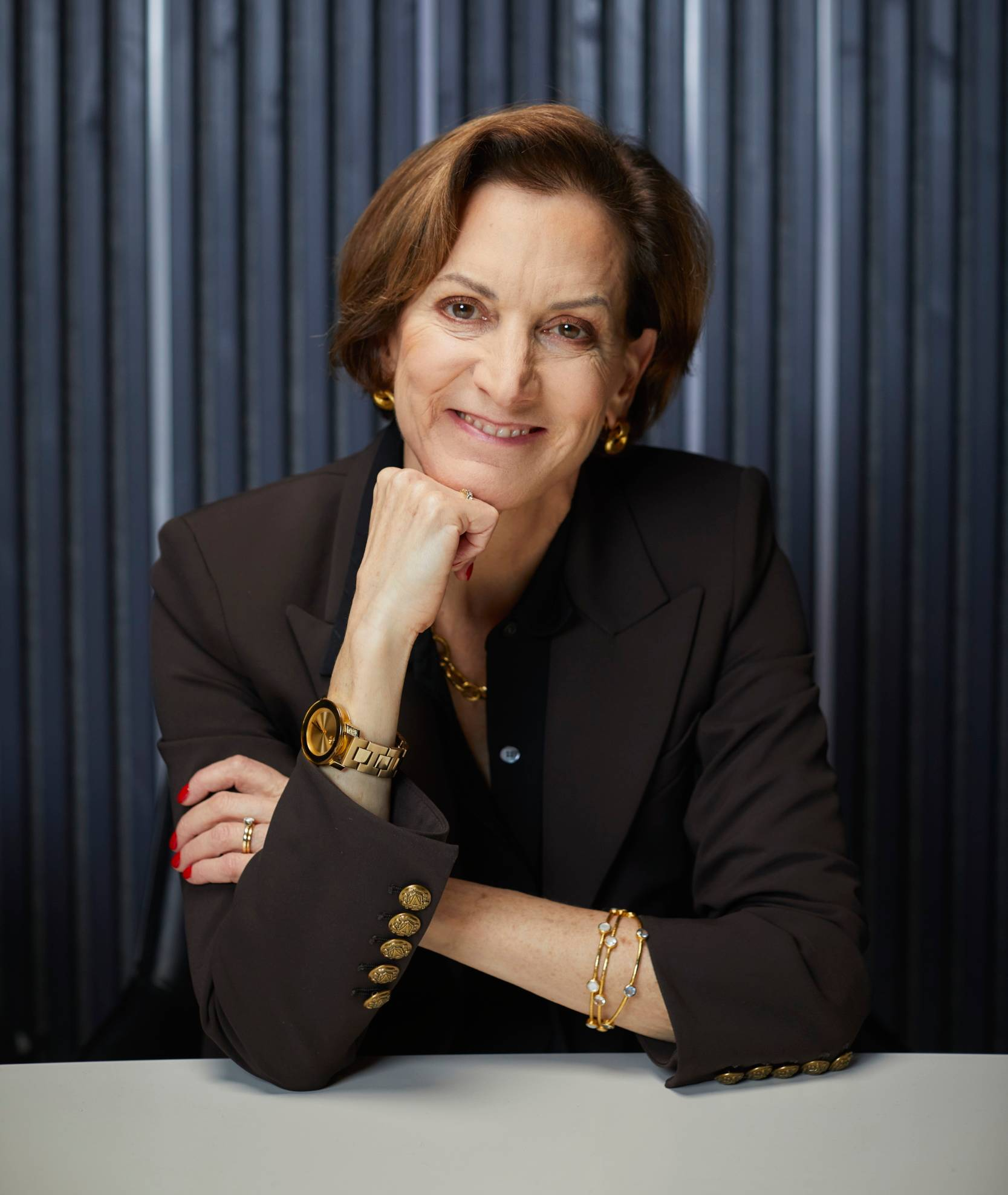
Anne Applebaum (* 1964)

- Applebaum, Edward (* 1937), US-amerikanischer Komponist, Musikpädagoge und Psychologe
- Applebaum, Elisha (* 1995), britische Schauspielerin
- Applebaum, Louis (1918–2000), kanadischer Komponist
- Applebaum, Michael (* 1963), kanadischer Politiker und Unternehmer
- Applebaum, Shimon (1911–2008), israelischer Archäologe
- Applebaum, Stan (1922–2019), US-amerikanischer Komponist, Arrangeur und Orchesterleiter
- Applebroog, Ida (1929–2023), US-amerikanische Bildhauerin und Malerin
- Appleby, Andy (* 1985), englischer Fußballspieler
- Appleby, Bob (1940–2024), englischer Fußballspieler
- Appleby, Dale (* 1986), britischer Straßenradrennfahrer
- Appleby, Elizabeth (* 1958), kanadische Eisschnellläuferin
- Appleby, Joyce (1929–2016), US-amerikanische Historikerin
- Appleby, Kim (* 1961), britische Popsängerin
- Appleby, Melanie (1966–1990), britische Popsängerin und Hälfte des Popduos Mel & Kim
- Appleby, Noel (1929–2007), neuseeländischer Schauspieler
- Appleby, Robert Milson (1922–2004), britischer Paläontologe
- Appleby, Shiri (* 1978), US-amerikanische SchauspielerinShiri Appleby (* 1978)

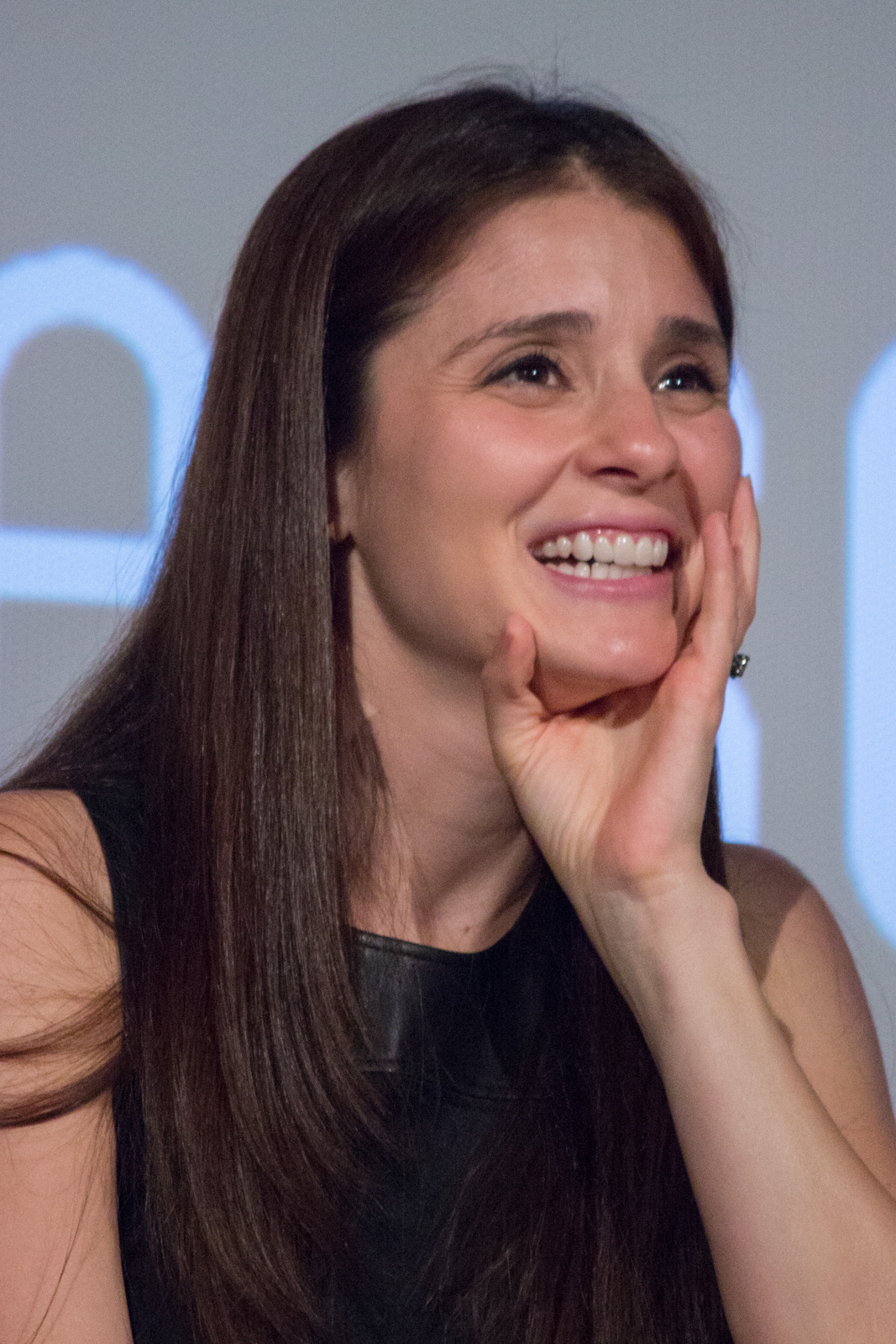
Shiri Appleby (* 1978)

- Appleby, Stewart H. (1890–1964), US-amerikanischer Politiker
- Appleby, Stuart (* 1971), australischer Golfer
- Appleby, T. Frank (1864–1924), US-amerikanischer Politiker
- Appledorn, Mary Jeanne van (1927–2014), US-amerikanische Komponistin
- Applegarth, Willie (1890–1958), britischer Sprinter
- Applegate, AJ (* 1989), US-amerikanische Pornodarstellerin
- Applegate, Andrew J. (1833–1870), US-amerikanischer Politiker
- Applegate, Brandon K., US-amerikanischer Kriminologe
- Applegate, Christina (* 1971), US-amerikanische SchauspielerinChristina Applegate (* 1971)

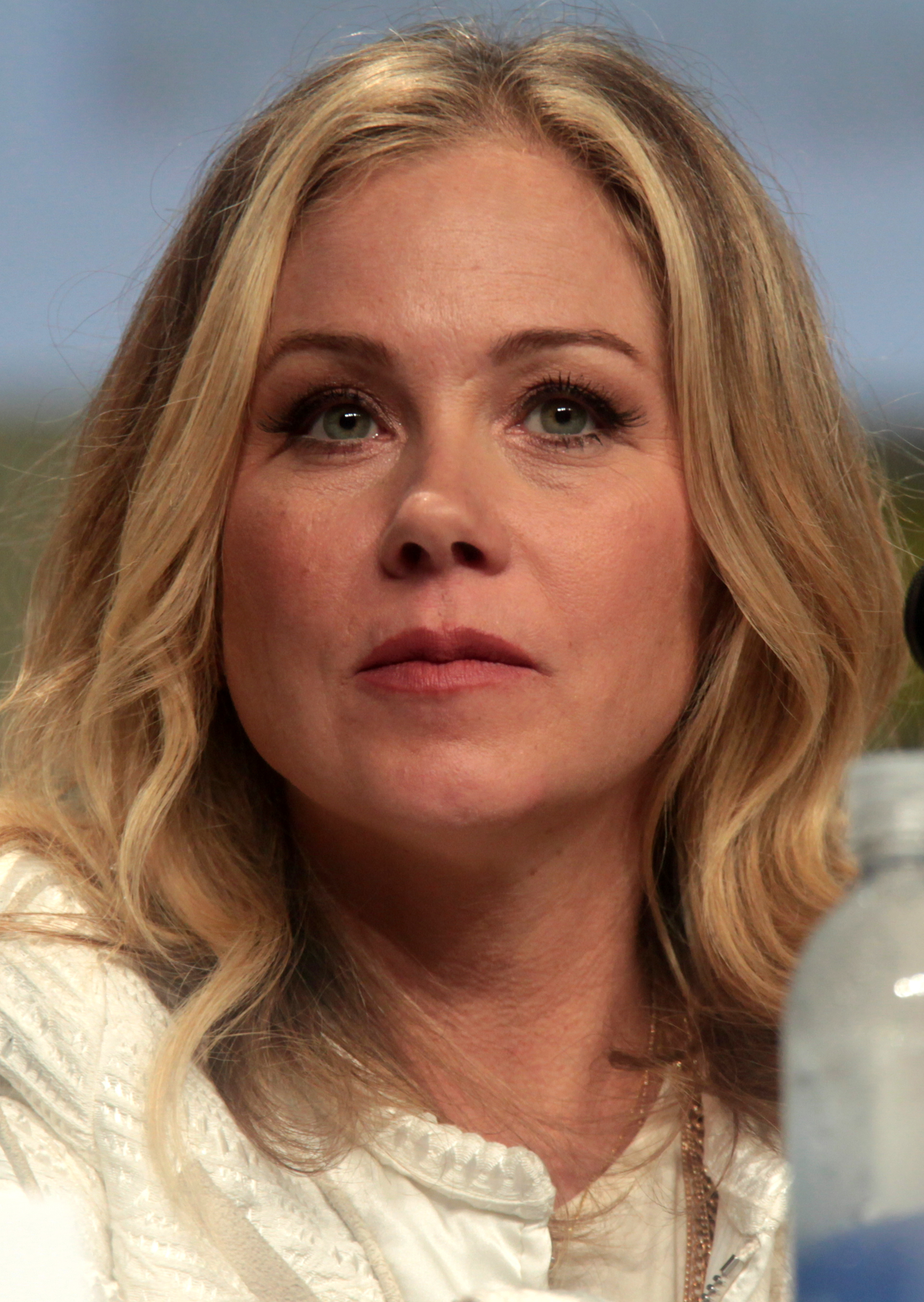
Christina Applegate (* 1971)

- Applegate, David, US-amerikanischer Mathematiker und Informatiker
- Applegate, Debby (* 1968), US-amerikanische Historikerin und Biografin
- Applegate, Douglas (1928–2021), US-amerikanischer Politiker (Demokratische Partei)
- Applegate, Elmer Ivan (1867–1949), US-amerikanischer Botaniker
- Applegate, K. A. (* 1956), US-amerikanische Science-Fiction-Autorin
- Applegate, Kendall (* 1999), US-amerikanische Schauspielerin
- Applegate, Mary Susan (* 1955), amerikanische Songwriterin, Dichterin und Liedtexterin
- Applegate, Royce D. (1939–2003), US-amerikanischer Schauspieler
- Applegath, Augustus (1788–1871), britischer Erfinder
- Appleman, Hale (* 1986), US-amerikanischer Schauspieler
- Appleman, Mickey (* 1945), US-amerikanischer Pokerspieler
- Applepie, Andrew (* 1989), deutscher Songwriter, Musiker und Produzent
- Appler, Christoph (* 1985), österreichischer Politiker (ÖVP)
- Appler, Johann (1892–1978), deutscher Politiker (NSDAP), MdR
- Appler, Lothar (* 1941), deutscher Radrennfahrer (DDR)
- Appleseed, Johnny (1774–1847), US-amerikanischer ökologischer PionierJohnny Appleseed (1774–1847)

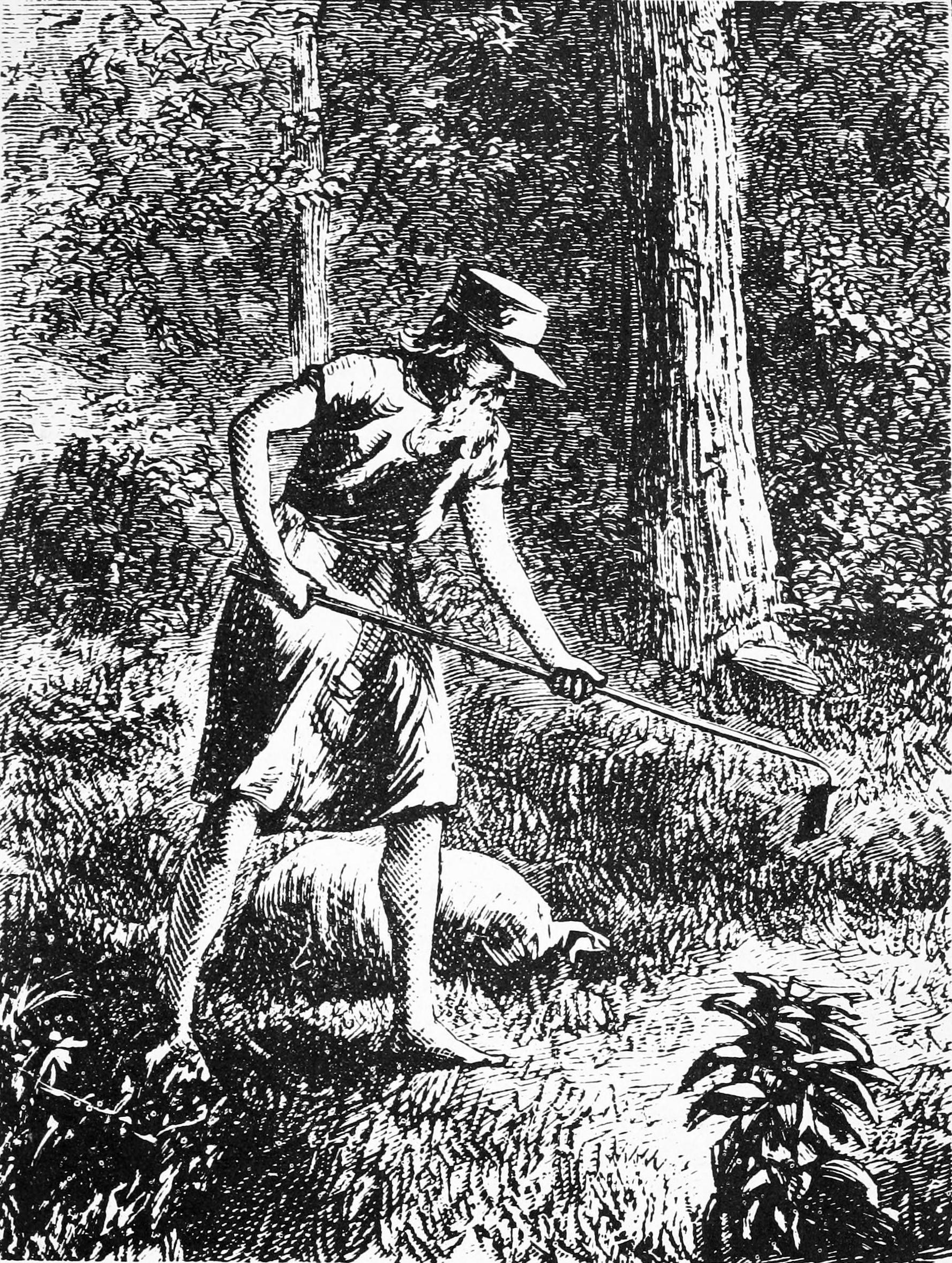
Johnny Appleseed (1774–1847)

- Appleseth, Mary (1956–1998), US-amerikanische Schauspielerin
- Appleton, Darren (* 1978), englischer Poolbillardspieler
- Appleton, Edward Victor (1892–1965), englischer Physiker
- Appleton, Emily (* 1999), britische Tennisspielerin
- Appleton, Emma (* 1991), britische Schauspielerin
- Appleton, George Webb (1845–1909), amerikanischer Schriftsteller
- Appleton, Joe (1900–1991), britischer Jazzmusiker (Saxophon, Klarinette) westindischer Herkunft
- Appleton, John (1815–1864), US-amerikanischer Politiker
- Appleton, John (1910–1994), britischer Autorennfahrer
- Appleton, John F. (1838–1870), amerikanischer Jurist und Offizier
- Appleton, Jon (1939–2022), amerikanischer Komponist
- Appleton, Mason (* 1996), US-amerikanischer Eishockeyspieler
- Appleton, Natalie (* 1973), kanadische Sängerin
- Appleton, Nathan (1779–1861), US-amerikanischer Politiker
- Appleton, Nathan D. (1794–1862), US-amerikanischer Anwalt und Politiker
- Appleton, Nathaniel (1731–1798), US-amerikanischer Kaufmann und Regierungsbeauftragter
- Appleton, Nicole (* 1974), kanadische SängerinNicole Appleton (* 1974)

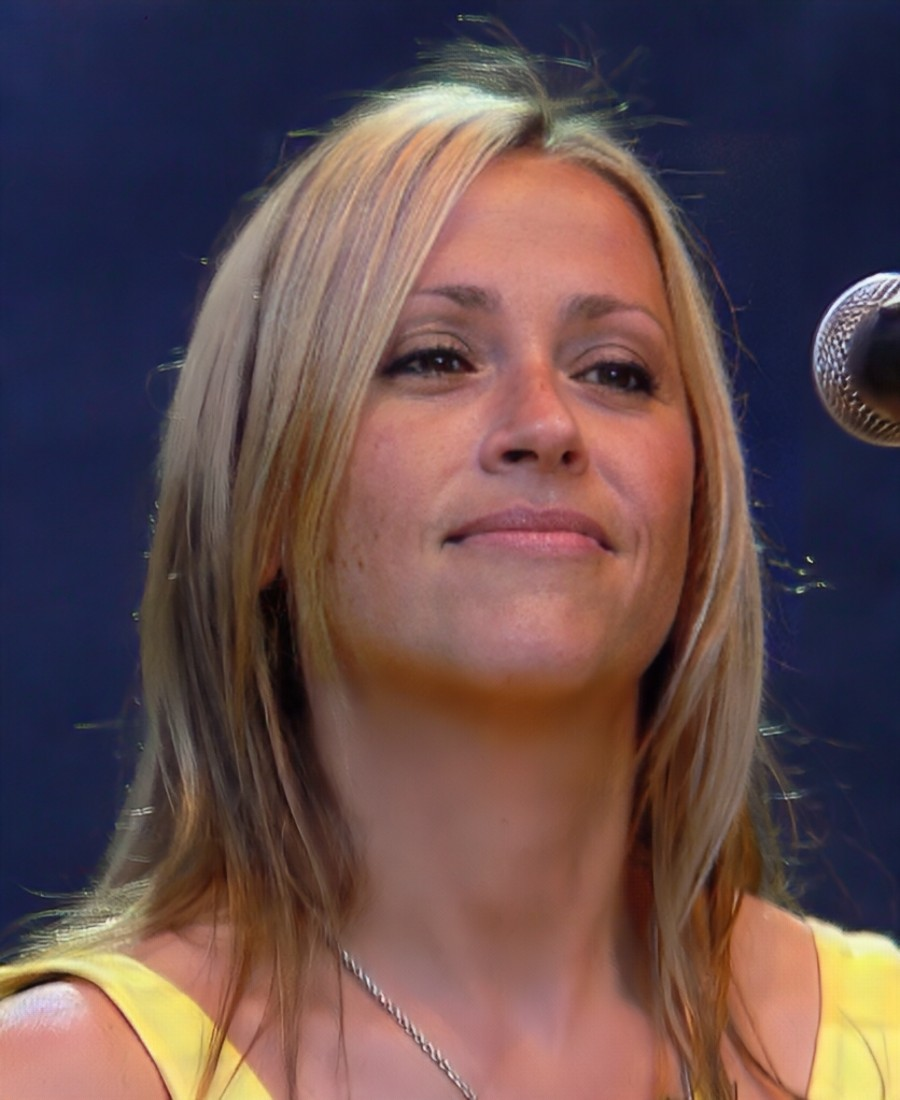
Nicole Appleton (* 1974)

- Appleton, Pat (* 1968), deutsch-liberanische Jazz- und Soulsängerin
- Appleton, Ray (1941–2015), US-amerikanischer Jazzmusiker
- Appleton, Reuben (* 1968), antiguanischer Leichtathlet
- Appleton, Sam (* 1991), australischer Triathlet
- Appleton, Stephen (* 1980), deutscher Schauspieler
- Appleton, Steve (* 1973), englischer Fußballspieler
- Appleton, William (1786–1862), US-amerikanischer Politiker
- Applewhite, Edgar Jarratt (1919–2005), US-amerikanischer Schriftsteller
- Applewhite, Marshall (1931–1997), US-amerikanischer Führer von Heaven’s Gate
- Applewhite, Willie (* 1984), US-amerikanischer Jazzmusiker (Posaune)
- Appleyard, Beatrice (1913–1994), britische Balletttänzerin und Choreografin
- Appleyard, Peter (1928–2013), kanadischer Jazzmusiker
- Applin, Richard (1894–1917), englischer Jagdflieger
- Appling, Douglas (* 1987), amerikanischer Musikproduzent
- Appling, Howell (1919–2002), US-amerikanischer Offizier, Geschäftsmann und Politiker (Republikanische Partei)
- Appling, Luke (1907–1991), US-amerikanischer Baseballspieler und -manager in der Major League Baseball (MLB)
- Applis, Stefan (* 1969), deutscher Geographiedidaktiker, Pädagoge, Geograph und Sachbuchautor

#### Appo
- Appo, George (1856–1930), US-amerikanischer Krimineller
- Appold, Johann Leonhard (1809–1858), deutscher Kupfer- und Stahlstecher
- Appold, Karl (1840–1884), deutscher Maler und Illustrator
- Appold, Uwe (* 1942), deutscher Diplom-Designer, Bildhauer und Maler
- Appollonio, Davide (* 1989), italienischer Straßenradrennfahrer
- Appolt, Georg Nikolaus von (1671–1739), deutscher Hofbeamter
- Apponyi, Albert (1846–1933), ungarischer Adliger, Politiker und Diplomat
- Apponyi, Anton (1782–1852), Diplomat des Kaisertums Österreich
- Apponyi, Anton Georg (1751–1817), ungarischer Großgrundbesitzer, Politiker, Diplomat und Obergespan
- Apponyi, Geraldine von (1915–2002), ungarisch-albanische Adelige, Königin von AlbanienGeraldine von Apponyi (1915–2002)

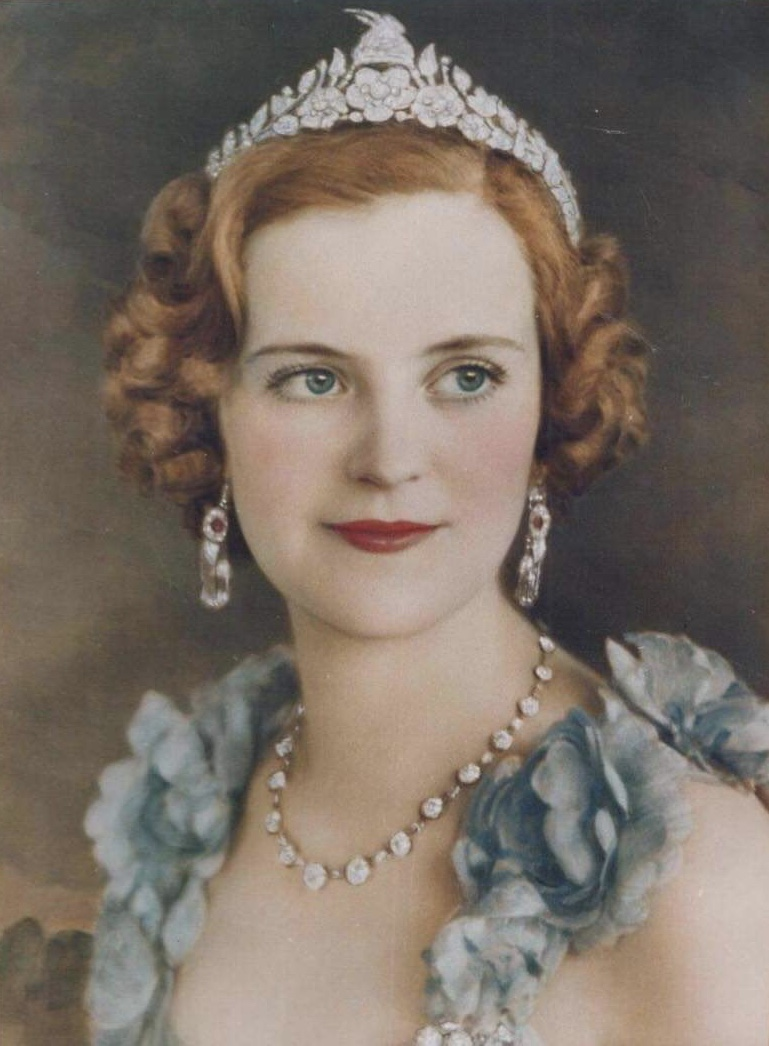
Geraldine von Apponyi (1915–2002)

- Apponyi, György (1808–1899), ungarischer Politiker
- Apponyi, Rudolf (1812–1876), österreichisch-ungarischer Diplomat
- Appora, Richard (* 1972), zentralafrikanischer Ordensgeistlicher, römisch-katholischer Koadjutorbischof von Bambari

#### Appr
- Appratto, Roberto (* 1950), uruguayischer Schriftsteller und Literaturkritiker
- Apprederis, Franck (* 1940), französischer Drehbuchautor und Filmregisseur
- Apprich, Clemens, deutscher Medientheoretiker
- Apprich, Wolfram (* 1964), deutscher Theaterregisseur

#### Apps
- Apps, Gillian (* 1983), kanadische Eishockeyspielerin
- Apps, Syl (1915–1998), kanadischer Eishockeyspieler, -trainer und Stabhochspringer
- Apps, Syl junior (* 1947), kanadischer Eishockeyspieler

#### Appu
- Appuah, Stredair (* 2004), französisch-ghanaischer Fußballspieler
- Appuhn, Horst (1924–1990), deutscher Kunsthistoriker, Museumsdirektor und Schriftsteller
- Appuhn, Svenja (* 1997), deutsche Politikerin (Bündnis 90/Die Grünen)
- Appuhn, Wilhelm (1804–1882), deutscher lutherischer Theologe
- Appuhn-Radtke, Sibylle (* 1952), deutsche Kunsthistorikerin
- Appuleius Pansa, Quintus, römischer Konsul 300 v. Chr.
- Appuleius Saturninus, Lucius († 100 v. Chr.), römischer VolkstribunLucius Appuleius Saturninus († 100 v. Chr.)

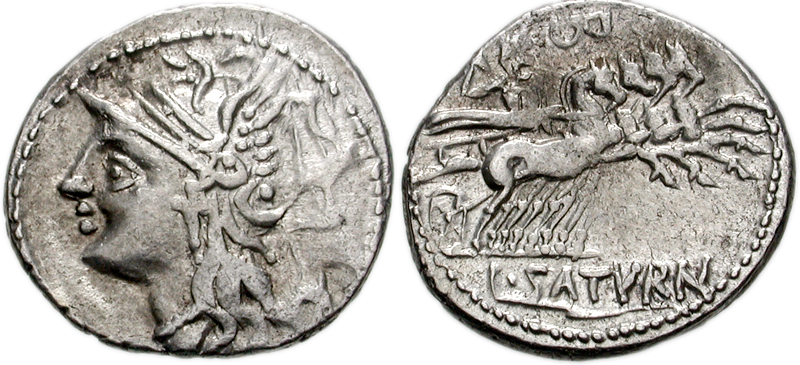
Lucius Appuleius Saturninus († 100 v. Chr.)

- Appuleius, Sextus, römischer Konsul 29 v. Chr.
- Appuleius, Sextus, römischer Konsul 14
- Appun, Carl Ferdinand (1820–1872), deutscher Naturforscher und Reisender
- Appun, Wilhelm (1871–1961), deutscher Landwirt und Politiker (DVP)
- Appuwašu, König von Piriddu

### Apr
- Aprà, Adriano (1940–2024), italienischer Autor und Filmkritiker
- Aprahamian, Ani (* 1958), armenisch-amerikanische Kernphysikerin und Hochschullehrerin
- Aprahamian, Felix (1914–2005), britischer Musikkritiker
- Apraiz, Ángel de (1885–1956), spanischer Kunsthistoriker
- Apraku, Josephine (* 1986), deutsche Sachbuchautorin
- Apranzow, Minna (1790–1844), deutsche Schriftstellerin
- Apraxin, Anton Stepanowitsch (1817–1899), russischer Generalmajor, Mäzen und Luftschiffer
- Apraxin, Fjodor Matwejewitsch (1661–1728), russischer Generaladmiral von Peter dem Großen
- Apraxin, Pjotr Matwejewitsch (1659–1728), Generalleutnant der russischen Armee
- Apraxin, Stepan Fjodorowitsch (1702–1758), russischer Feldmarschall
- Apraxina, Marfa Matwejewna (1664–1716), durch Heirat Zarin von Russland
- Aprea, John (1941–2024), US-amerikanischer Schauspieler
- Apreck, Rolf (1928–1989), deutscher Opernsänger (Tenor)
- Apremont, Johann von († 1238), Bischof von Metz und von Verdun
- Apresjan, Wagram Sacharowitsch (1907–1974), sowjetischer Romancier und Essayist armenischer Herkunft
- Apressjan, Juri Derenikowitsch (1930–2024), russischer Linguist und Lexikograph
- Apriadi, Julius (* 1987), deutscher Jazzmusiker (Schlagzeug, Vibraphon, Komposition)
- Apries, ägyptischer Pharao
- April, Franklin (1984–2015), namibischer Fußballspieler
- April, Lusapho (* 1982), südafrikanischer Marathonläufer
- April, Salomon (* 1966), namibischer Geistlicher, Politiker und Regionalgouverneur
- April, Wolfgang (* 1959), polnisch-deutscher Fußballspieler
- Aprile, Antonio Maria, schweizerisch-italienischer Baumeister und Bildhauer der Renaissance
- Aprile, Carlo D’ (1621–1668), italienischer Architekt
- Aprile, Elena (* 1954), italienische Physikerin
- Aprile, Francesco (1657–1710), schweiz-italienischer Bildhauer des Barock
- Aprile, Giovanni Antonio († 1527), schweizerisch-italienischer Bildhauer der Renaissance
- Aprile, Giulia (* 1995), italienische Leichtathletin
- Aprile, Giuseppe (1732–1813), italienischer Opernsänger
- Aprile, Gustavo (* 1988), uruguayischer Fußballspieler
- Aprile, Iwan-Michelangelo D’ (* 1968), deutscher Historiker und LiteraturwissenschaftlerIwan-Michelangelo D’Aprile (* 1968)

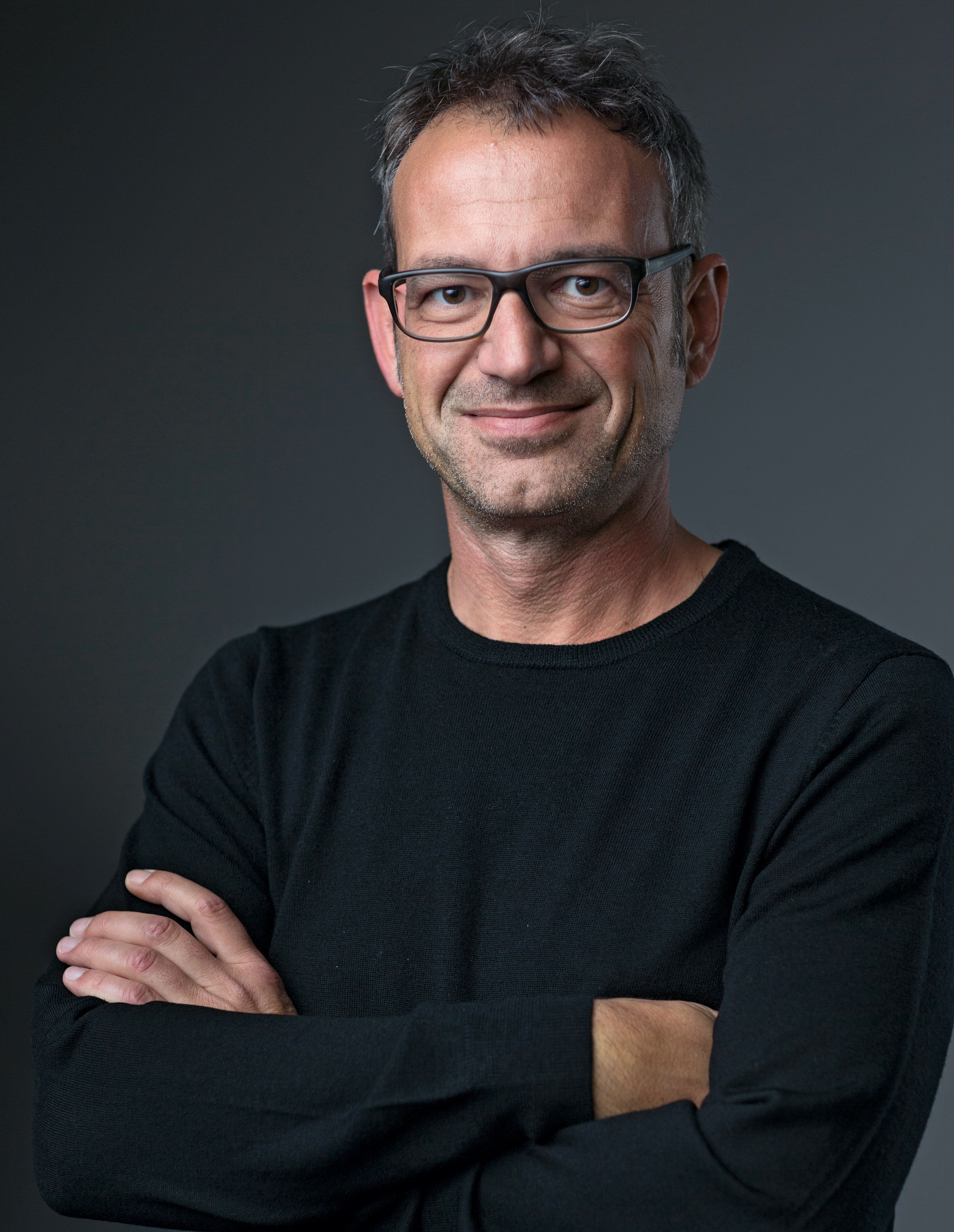
Iwan-Michelangelo D’Aprile (* 1968)

- Aprile, Pietro († 1558), schweizerisch-italienischer Unternehmer und Bildhauer der Renaissance
- Aprilow, Wassil (1789–1847), bulgarischer Aufklärer und Schulreformer
- Áprily, Lajos (1887–1967), ungarischer Schriftsteller
- Aprim Athniel (* 1963), syrischer Bischof der Assyrischen Kirche des Ostens
- Apró, Antal (1913–1994), ungarischer Politiker
- Apronia († 24), Gattin des römischen Prätors Marcus Plautius Silvanus
- Apronius Caesianus, Lucius, römischer Konsul im Jahr 39 und Militär
- Apronius, Lucius, römischer Suffektkonsul im Jahr 8
- Aprosio, Angelico (1607–1681), italienischer Literat und Geistlicher
- Aprunculus († 491), Bischof

### Aps
- Aps, Eerik (* 1987), estnischer Ringer
- Apschazew, Marat Robertowitsch (* 2001), russischer Fußballspieler
- Apšega, Leonas (* 1940), litauischer Politiker
- Apsey, Len (1910–1967), walisischer Fußballspieler
- Apshkrum, Brooke (* 1999), kanadische Rennrodlerin
- Apshoven, Ferdinand der Ältere, flämischer Maler
- Apshoven, Ferdinand der Jüngere, flämischer Maler
- Apshoven, Thomas van, flämischer Maler
- Apshoven, Willem van, flämischer Maler
- Apsilon (* 1997), deutscher Rapper
- ApSimon, Arthur (1927–2019), britischer Archäologe
- Apsīte, Brenda Džiliana (* 2008), lettische Dreispringerin
- Apsītis, Aleksandrs (1880–1943), lettischer Künstler
- Apsītis, Andrejs (1888–1945), lettischer Radrennfahrer
- Apsler, Alfred (1907–1982), österreichisch-amerikanischer Lehrer und Schriftsteller
- Apsley, Allen (1567–1630), englischer Händler, Mitbegründer der Massachusetts Bay Colony, Gutsherr in Feltwell und Lord-Lieutenant des Tower
- Apsley, Frances (1653–1727), englische Hofdame
- Apsley, Lewis D. (1852–1925), US-amerikanischer Politiker
- Apstein, Carl (1862–1950), deutscher Zoologe
- Apstein-Müller, Ann Catrin (* 1973), deutsche Lyrikerin und Übersetzerin
- Apsyrtos, griechischer Tierarzt

### Apt
- Apt, Jerome (* 1949), US-amerikanischer Physiker und Astronaut
- Apt, Max (1869–1957), deutscher Wirtschaftsjurist
- Apt, Naftali (1888–1942), deutscher Rabbiner
- Apt, Solomon Konstantinowitsch (1921–2010), russischer Übersetzer
- Apt, Ulrich der Ältere († 1532), deutscher Maler
- Aptatus († 715), Bischof von Metz
- Apte, Narayan (1911–1949), indischer Attentäter, mutmaßlicher Drahtzieher des Attentats auf Mahatma Gandhi
- Apte, Narayan Hari (1889–1971), indischer Schriftsteller, Herausgeber und Drehbuchautor
- Apte, Sunila, indische Badmintonspielerin
- Apted, Michael (1941–2021), britischer RegisseurMichael Apted (1941–2021)

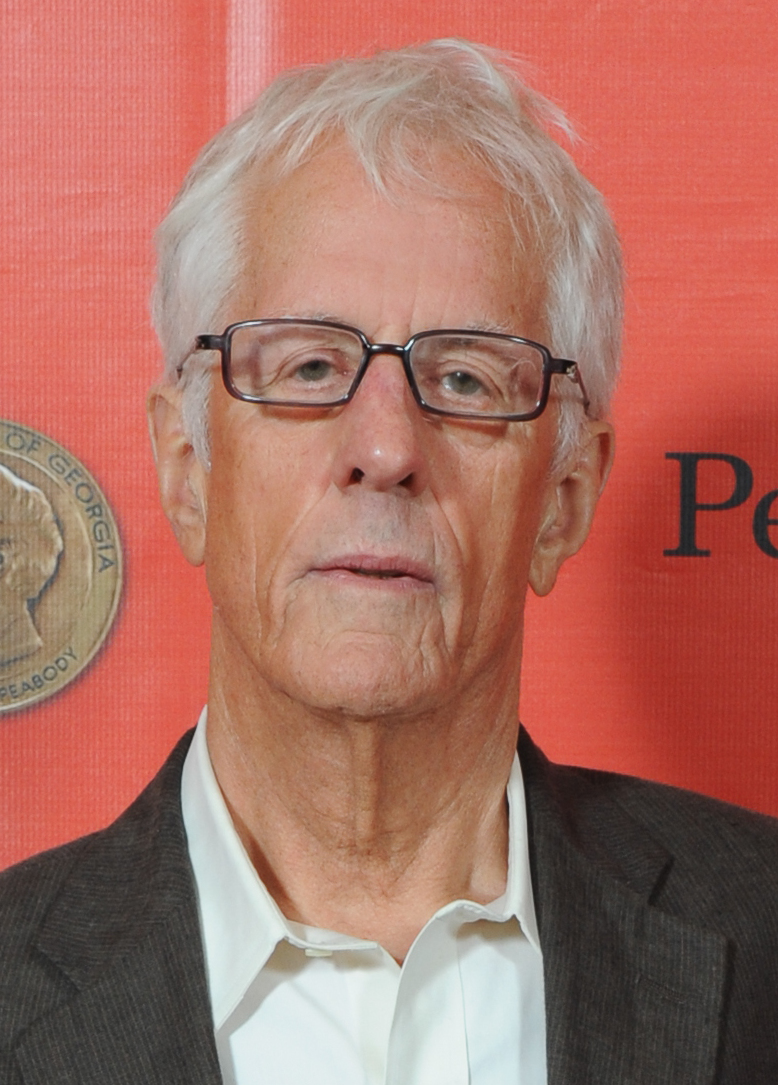
Michael Apted (1941–2021)

- Apted, Paul (1967–2014), britischer Sound-Editor
- Apter, David E. (1924–2010), US-amerikanischer Politikwissenschaftler, Soziologe und Hochschullehrer
- Apter, Kevin (* 1952), britischer Radrennfahrer
- Aptheker, Herbert (1915–2003), US-amerikanischer marxistischer Historiker und politischer Aktivist
- Aptonetus, Gladiator (Thraex)
- Aptroot, Marion (* 1959), niederländische Jiddistin und Hochschullehrerin

### Apu
- Apuchtina, Nina Georgijewna (1949–2020), sowjetische bzw. russische Kulturologin und Hochschullehrerin
- Apud, Alejandro (* 1967), uruguayischer Fußballspieler und -trainer
- Apud, Alejandro (* 2001), mexikanischer Eishockeyspieler
- Apuk, Hiljmnijeta (* 1956), kosovarische Behindertenaktivistin
- Apuleius, antiker Schriftsteller und PhilosophApuleius
- Apuleius Celsus, römischer Arzt

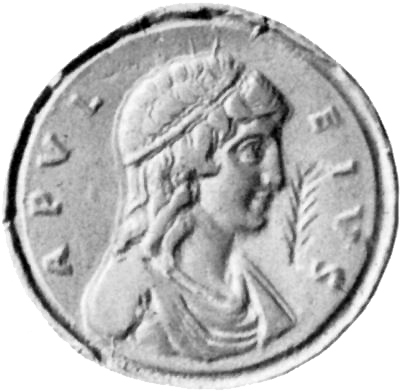
Apuleius

- Apuron, Anthony Sablan (* 1945), guamischer Ordensgeistlicher, Erzbischof von Agaña
- Apusorus, zoroastrischer Magier
- Apustius Fullo, Lucius, römischer Politiker, Konsul 226 v. Chr.
- Apusulenus Faustinus, Titus, römischer Offizier (Kaiserzeit)
- Apuzzo, Carla (* 1951), italienische Filmproduzentin, Drehbuchautorin und Regisseurin
- Apuzzo, Francesco Saverio (1807–1880), italienischer Geistlicher, Erzbischof von Capua und Kardinal

### Apy
- Apyschkow, Wladimir Petrowitsch (1871–1939), russischsowjetischer Architekt und Hochschullehrer

### Apz
- Apziauri, Wladimir (1962–2012), sowjetischer Florettfechter